# Екатеринбургский монетный двор
Екатеринбу́ргский моне́тный двор — казённое предприятие по чеканке медной монеты, действовавшее в Екатеринбурге в 1725—1876 годах на территории современного Исторического сквера по обоим берегам Исети.
Монетный двор появился на Урале с одобрения Петра I по инициативе Виллима Ивановича де Геннина и Василия Никитича Татищева, изучавших европейский опыт местной чеканки и преследовавших целью создание локального источника денег для развития металлургической промышленности. Двор действовал с перерывами в 1725—1876 годах и в конце XVIII века являлся основным производителем медных денег в стране. В 1790-х годах на Монетном дворе Екатеринбурга изготавливалось около 90 % всей российской монеты, а в начале XIX века с прекращением работы Екатеринбургского железоделательного завода Монетный двор стал и до своего закрытия оставался основным промышленным предприятием Екатеринбурга. В зависимости от требуемых объёмов производства численность сотрудников Монетного двора со временем менялась и составляла в разные периоды от 400 до 2000 человек и более.
В XVIII веке в Екатеринбурге чеканились медные платы и заготовки для обеспечения Московских монетных дворов, с 1736 года после указа Анны Иоанновны чеканилась общероссийская монета по 10-рублёвой стопе. В дальнейшем на основании нескольких именных указов производилась перечеканка монет, изымавшихся из оборота. В XIX веке чеканилась в основном разменная монета мелких номиналов. Помимо монет, предприятие в разные периоды времени производило медную посуду, бирки для маркировки принимавшихся от приписных крестьян материалов, медали, нательные кресты, печати для местных органов власти, пуговицы, бляхи и капсюли для снарядов. Общий объём монет, отчеканенных Екатеринбургским монетным двором за всё время своего существования, оценивается историками в 150 миллионов рублей. После прекращения чеканки монет в Екатеринбурге в 1876 году часть оборудования была передана на казённые заводы Урала, штемпели уничтожены под надзором Горного департамента, а заводские постройки отданы под железнодорожные мастерские Уральской горнозаводской железной дороги.
С конца XVIII века на монетах, чеканившихся в Екатеринбурге, на аверсе или реверсе наносились литеры Е. М. — «Екатеринбургская монета».
В 1974 году сохранившиеся сооружения Монетного двора взяты под охрану в качестве объекта культурного наследия России федерального значения.

## Предпосылки возникновения монетного дела на Урале

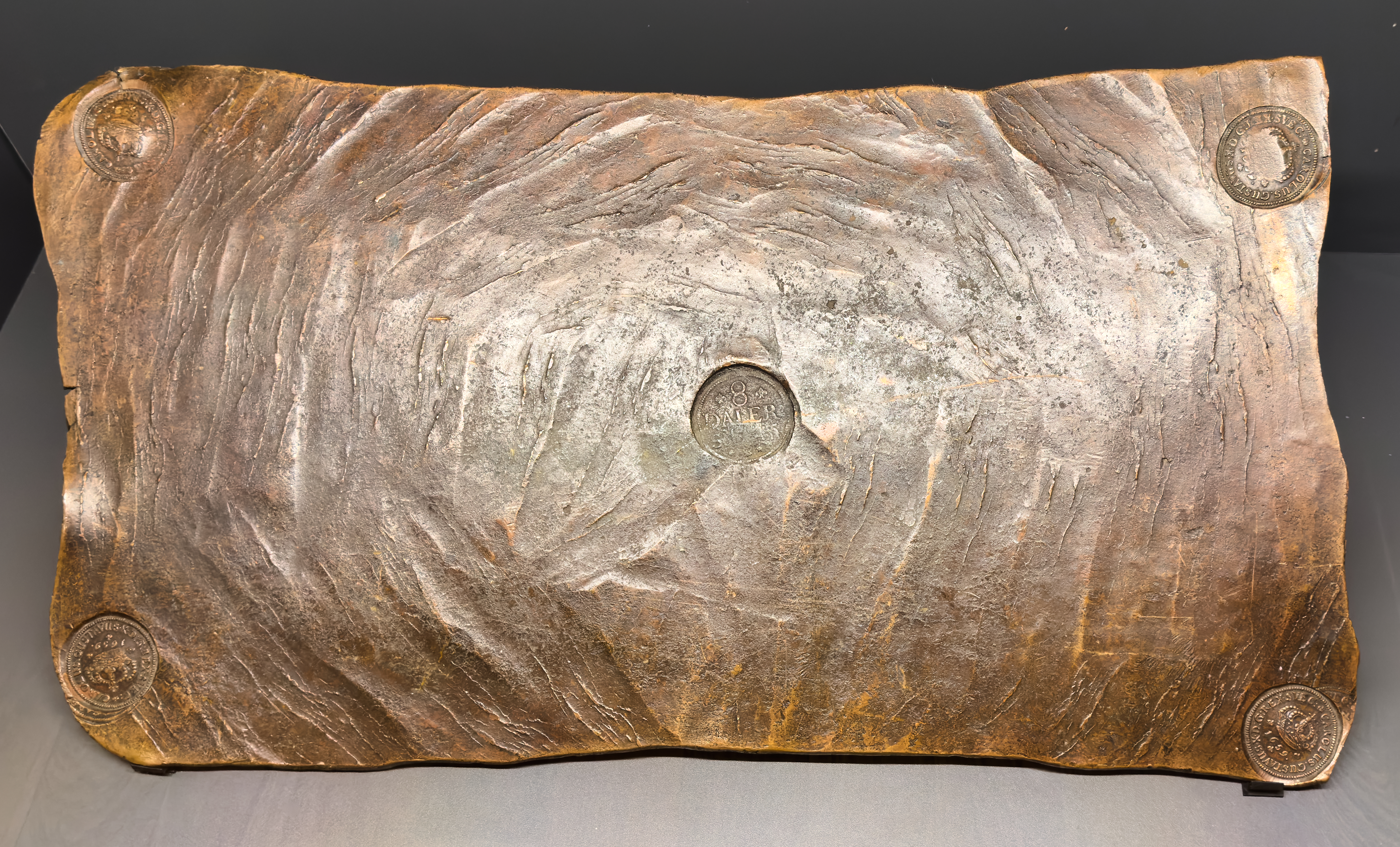
Шведская медная плата номиналом в 8 далеров, XVII век (Национальный музей Республики Татарстан)

Появлению в Екатеринбурге монетного двора в начале XVIII века способствовало несколько факторов. Интенсивное строительство казённых горных заводов на Урале требовало постоянного и существенного финансирования, которое не всегда выделялось властями оперативно и в нужном объёме. Технология производства меди в России в этот период практически соответствовала европейской, чистая медь была пригодна для чеканки монет. На Урале в этот период появились первые медеплавильные заводы — Ягошихинский и Пыскорский, позднее — Полевской. Также среди предпосылок организации монетного дела за пределами центральной части страны выделяют множество проблем, связанных с обращением монет в стране, — использование денег из разных металлов, большое количество фальшивок.
В качестве примера был взят опыт Швеции, где во времена упадка экономики на казённых рудниках разрешали чеканить гербовые медные платы — пластины прямоугольной формы, номинал которых соответствовал реальной стоимости меди. Платы пускались в оборот там же, где были произведены.

## История

### Платный двор Екатеринбургского завода (1725—1735)

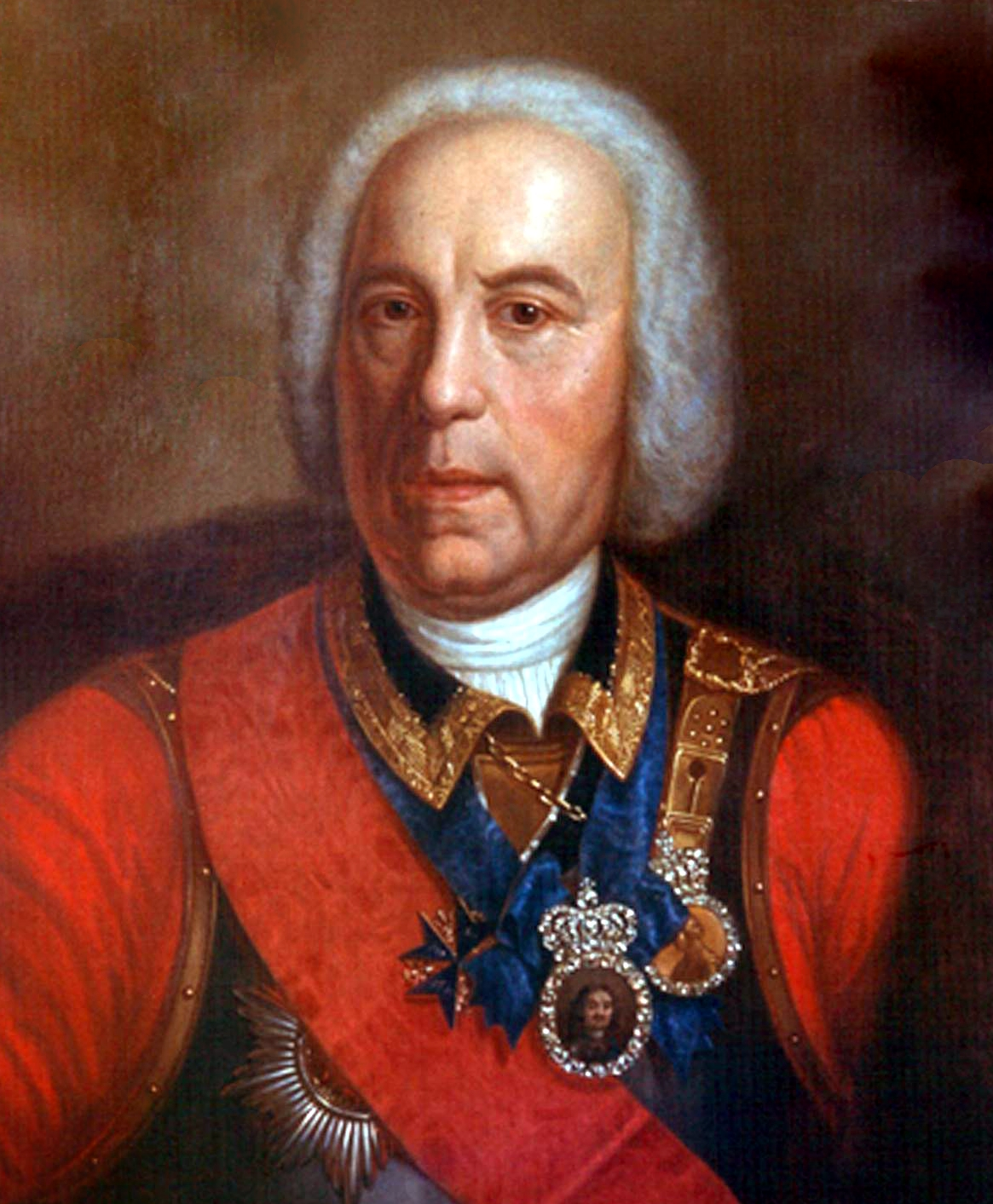
Георг Вильгельм (Виллим Иванович) де Геннин

В конце 1722 года немецкий инженер в чине генерал-майора Виллим Иванович де Геннин был назначен Петром I руководителем Уральской горной администрации. В декабре того же года он направил в Берг-коллегию извещение о возобновлении строительства завода на Исети и крепости при нём, начатое его предшественником Василием Никитичем Татищевым. Поднос, изготовленный из первой плавки меди 8 июня 1723 года, де Геннин с личным адъютантом отправил в качестве подарка Екатерине I, сопроводив просьбой назвать новый завод в честь императрицы. Уже в апреле 1724 года де Геннин в письме Петру I отчитался о выплавке 1,5 тысяч пудов меди на Екатеринбургском и Уктусском заводах.
Идея де Геннина заключалась в получении разрешения государства на чеканку монет на Урале в условиях недостатка казённого финансирования. На постройку уральских заводов Сенат выделил 130 тысяч рублей, а работы по возведению ещё недостроенного Екатеринбургского завода и крепости к 1725 году обошлись в 150 тысяч. Рассчитывая на новые ассигнования из казны, де Геннин в конце января 1725 года по вызову Петра I отправился в Петербург, но уже в дороге узнал о кончине императора.

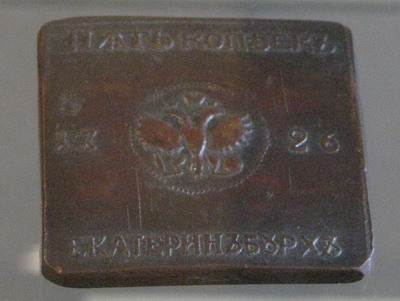
5-копеечная плата 1726 года

В декабре 1724 года для знакомства с экономическим и политическим положением в потерпевшую поражение Швецию Пётр I командировал В. Н. Татищева, который проработал за границей до апреля 1726 года. В своих донесениях на родину он сообщал о местной монетной системе и тяжеловесных медных монетах — платах. Уже после смерти Петра I на основе докладов Татищева и де Геннина 14 июня 1725 года был выпущен Сенатский указ, утверждённый Екатериной I, в котором было «велено на Сибирских казённых заводах делать из красной чистой меди платы и клеймить в середину цену, а на каждом углу герб, а именно: рублёвые, полтинные, полуполтинные и гривенные; только весом те платы производить в пуд 10 рублей, не вычитая из того весу задельных и других расходов и ходить тем платам в народе за всякие товары, и в подати и в казну и из казны в расходы». Этим указом прекращалось казённое финансирование строительства новых заводов, что существенно ограничивало свободу действий де Геннина, вновь назначенного руководителем Уральской горной администрации.
В центре платы чеканился её номинал, слово «Екатеринбурхъ» и год выпуска. Угловые чеканы изображали двуглавого орла со щитом, на котором изображался вензель Екатерины I. В 1726 году Берг-коллегия утвердила размещение на гербовых чеканах московского герба — всадника с копьём.
6 октября 1725 года де Геннин с командой в составе семи московских мастеров монетного дела прибыл в Ягошихинский завод. 9 октября 1725 года де Геннин выдал инструкцию берггешворену Константину Арьтемьевичу Гордееву, в которой предписывал: «… фабрике, в которой платы будут печататься, быть в том амбаре, где колотушки на заречной стороне, доски на медные платы выбивать … в той фабрике, где крышечные доски или медь бьют, или где пристойно, станки, в которых платы будут резать, велеть лить мастеру Дейману (Дейхману) …, мастеру Ивану Константинову, которому штемпели вырезывать, велеть немедленно вырезывать чеканы по посланному при сем образцу, чеканы ковать из самого удобного укладу или стали …, молот, которым платы будут чеканить, надлежит лить, прежде сыскав пропорцию в весе, которым бы можно; в один раз клеймо наложить …, если он лёгкий, то вылить потяжелее, чтоб с одного разу герб напечатался …, чтоб не мог никто платов обрезывать, то велеть делать инструмент, которым по ребру изобразить». Указания де Геннина мастерам во многом противоречили прямым указаниям Берг-коллегии о точном соответствии шведской технологии. Так, например, де Геннин пытался оптимизировать процесс расковки пудовых медных штыков за счёт разливки в более длинные и тонкие формы, ножницы для резки пластин обрабатывали деревянным маслом, а чеканы — воском. Готовые платы обжигали в печах, а затем вымачивали сутки в квасной гуще, экономя таким образом на окраске.

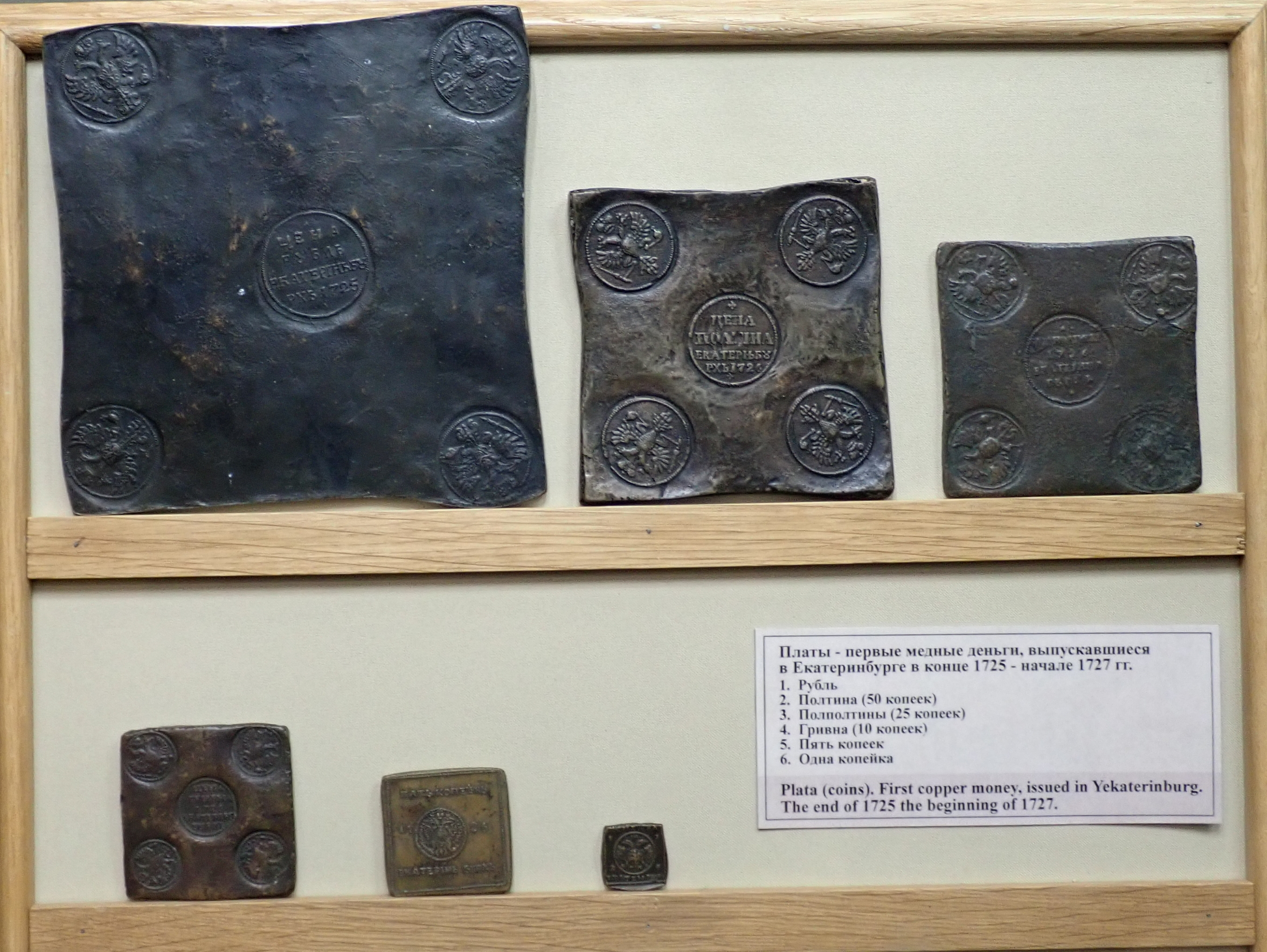
Медные платы, чеканившиеся в Екатеринбурге

1 декабря 1725 года на Екатеринбургском заводе на вновь образованном Платном дворе началась чеканка медных квадратных «плат» номиналом в 1 рубль, 50, 25 и 10 копеек по 10-рублёвой стопе (из расчёта получения 10 рублей из 1 пуда меди). Платный двор находился на месте, где сейчас расположен Екатеринбургский музей изобразительных искусств (позднее на этом месте стояли казармы воинской команды, после — заводская больница, ещё позже — богадельня). В марте 1726 года екатеринбургские платы были введены в обращение, 10 марта де Геннин выслал императрице образцы плат номиналом в пять и одну копейку, запрашивая разрешение на чеканку мелких монет. 28 апреля 1726 года Екатерина I своим указом разрешила изготовить один пуд пятикопеечных плат и два пуда копеечных, а указом от 14 апреля 1726 года официально ввела в полноценный денежный оборот екатеринбургские платы крупных номиналов с изменённым по отношению к предложенному де Генниным дизайном.
В 1726 году медных плат на заводе было выпущено на сумму 38 771 рубль 26 копеек общим весом в 3877 пудов. Однако Татищев в ходе своей командировки в Европу выяснил, что «голландские купцы приспособились копить шведские платы и вывозить их к себе для металлургических нужд. И если вывоз обычных медных слитков облагался пошлинами, то платы являлись деньгами, а не просто металлом, и их можно было вывозить в Голландию беспрепятственно в любых количествах. Эти действия снижали стоимость меди и делали бессмысленными затраты на чеканку самих плат». Он донёс свои опасения до членов Верховного тайного совета, решившего, что своими инициативами де Геннин рассчитывает получить полную автономию от Сената. В результате именным указом от 30 декабря 1726 года Екатерина I приказала остановить производство плат в Екатеринбурге.
Кроме того, квадратные медные деньги были тяжёлыми (монета в 1 рубль весила 1/10 пуда — 1 кг 638 г) и неудобными в обращении, неохотно принимались населением, перечеканивались фальшивомонетчиками в круглые монеты. В 1726 году мастера монетного дела также докладывали В. де Геннину, что «невозможно приготовлять монету в точно установленном весе, так как условия и инструменты не обеспечивают этого». По указу Екатерины I от 26 января 1727 года изготовление плат на Екатеринбургском заводе было прекращено, завод сначала перешёл на выпуск медных кружков для московских монетных дворов, а затем — на производство медной посуды и колоколов, чем занимался до конца 1734 года, несмотря на многочисленные обращения и письма де Геннина в Сенат, Петру II, а затем Анне Иоанновне.
Медные платы были изъяты из обращения, выкуплены за серебро, в результате чего через полгода в казну вернулось свыше 1300 пудов меди на сумму свыше 13 тысяч рублей. Всего за 1726—1727 годы было выпущено плат на общую сумму 38 770 рублей, в том числе 1687 штук номиналом в 1 рубль, 2209 по 50 копеек, 15 017 штук по 25 копеек, 321 811 по 10 копеек, 651 по 5 копеек и 1096 копеечных.

### Контора медных кружков → Контора денежного дела → Денежный двор (1736—1762)

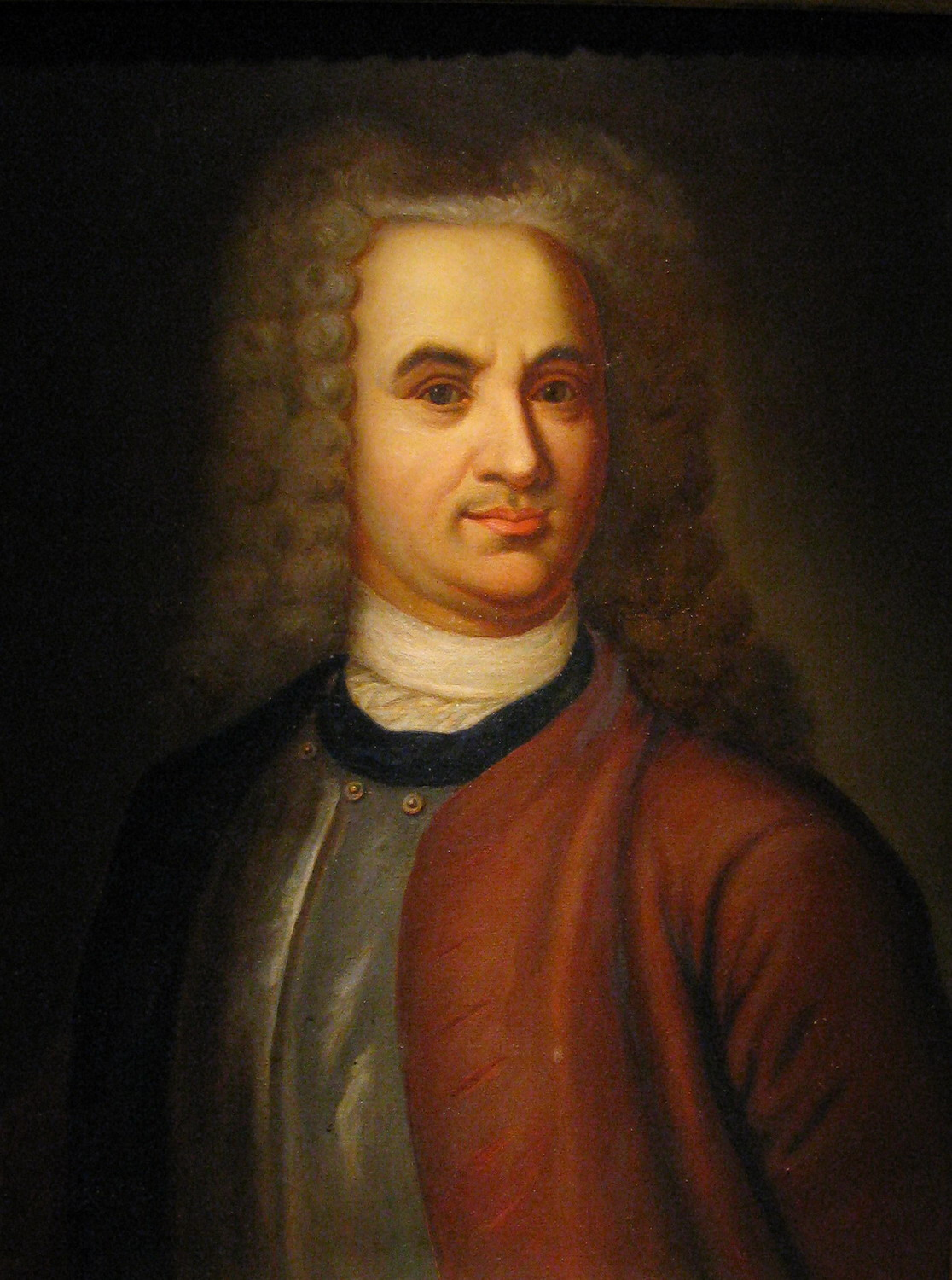
Василий Никитич Татищев

В январе 1727 года Татищев был назначен членом Московской монетной конторы и в этом статусе получил задание наладить стабильное производство пятикопеечных монет на Московских монетных дворах, снабжавшихся полуфабрикатами из Екатеринбурга. К лету цехи были реконструированы и оборудованы новыми станками, что позволило существенно нарастить производительность. После восхождения на престол Анны Иоанновны поддерживавший её Татищев в начале 1730 года был назначен председателем Монетной конторы. 10 февраля 1734 года императрица назначила Татищева Главным командиром Уральских, Сибирских и Казанских горных заводов, сместив с этой должности де Геннина. Вернувшись вновь на Урал, Татищев сразу обратился с просьбой разрешить возобновление монетного дела в Екатеринбурге, но получил отказ. Указом от 12 декабря 1734 года Татищев получил указание возобновить лишь производство медных кружков, но даже для этого потребовалось демонтировать на заводе плавильную фабрику, остановить цехи по производству жести и посуды, а также выписать мастеров из Москвы. Производство наладили только к сентябрю того же года. В указе 1734 года содержался явный намёк на возможность начала производства монет в Екатеринбурге — в числе прочего было приказано изготовить качественные штемпели.
Указ нашему действительному статскому советнику Татищеву. … для печатания из кружков денежек и полушек на казённых заводах, отправить Манетной Канцелярии из Москвы три или четыре станка и мастеров со определённым членом. … станы и мастеров отправить к вам по прежнему нашему Указу, и поручить то дело во особливое смотрение обретающемуся при вас советнику Хрущеву… И чтоб он как наискоряе Указное число крушков напечатать старание имел и при том за мастерами накрепко смотрел…, а по напечатании указного числа вышеписанных мастеров и станы отправить вам в Москву обратно.
Вскоре Кабинет Её Императорского Величества согласился с предложением Татищева возобновить монетное дело в Екатеринбурге, и 16 декабря 1735 года выслал соответствующий указ. В январе 1736 года В. Н. Татищевым была организована Контора дела медных кружков, которую возглавил советник Петербургской Экипажской конторы Андрей Фёдорович Хрущёв, производством руководил горный надзиратель Яков Степнов. 12 апреля 1736 года из Москвы были отравлены 10 денежных мастеров с семьями (два резчика чеканов, три плащильных мастера, три резчика кружков, два чеканщика) для организации монетного дела, а также 250 рекрут на вспомогательные работы. «Контора дела медных кружков» изготовляла медные монетные кружки-заготовки для денег (1/2 копеек) и полушки (1/4 копеек), которые отправлял на Московский монетный двор. Кружки чеканились из штыковой меди, после подвергались гурчению (нанесению насечки или рисунка на ребро) и тиснению.
Чеканка монет в Екатеринбурге началась 17 июня 1736 года. 8 июля 1736 года «Контора дела медных кружков» была переименована в Екатеринбургскую контору денежного дела в составе Главного правления уральских горных заводов. Во главе ведомства по-прежнему находился Хрущёв, а производством руководил Степнов. К январю 1737 года работали на полную мощность 24 печатных стана. Этот период называют рождением Денежного двора в Екатеринбурге, в составе которого работали цехи и мастерские: для изготовления чеканов, для отжига кружков, гуртильная, печатная мастерская, а также счётная и несколько амбаров. Территория была огорожена деревянным забором, снабжённым металлическими зубцами по верху, створчатыми воротами, около которых находилась будка караула. В марте 1740 года Контору возглавил племянник А. Ф. Хрущёва Алексей Михайлович Хрущёв.
Из-за перестановок в правительственных кругах и упразднения Берг-коллегии в мае 1741 года согласно указу Сената чеканка екатеринбургской монеты была приостановлена. Несмотря на это контора и Денежный двор продолжали существовать, проводя модернизацию оборудования. После воцарения Елизаветы Петровны Екатеринбург посетил назначенный президент воссозданной Берг-коллегии Антон Фёдорович Томилов, высказавшийся по итогам поездки за возобновление монетного дела на Урале. В марте 1747 года был подписан указ Сената о возобновлении чеканки монет в Екатеринбурге, в августе того же года в Екатеринбург привезли дополнительные станки и оборудование, а также выписали мастеров. Производство наладили в январе 1748 года. Денежный двор по указанию Сената был выведено из подчинения Главному правлению, руководить производством стал присланный из Москвы Леонтий Дмитриевич Угримов, скончавшийся в январе 1750 года. После смерти Угримова Контору вновь подчинили Главному правлению. Объём чеканки монет к этому времени достиг 150 пудов меди в сутки, что составляло более миллиона рублей в год.
28 июля 1751 года чеканка монеты вновь была приостановлена, в течение трёх последующих лет производилась только штамповка монетных кружков. Выписанные мастера и часть оборудования вернулись в Москву.

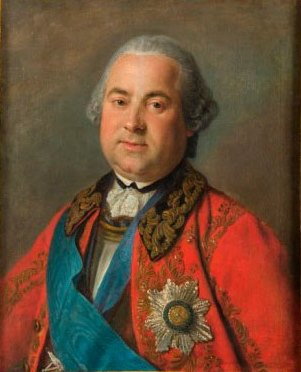
Пётр Иванович Шувалов

В конце 1754 года Сенат утвердил предложение Монетной канцелярии о начале массового изготовления копеечных монет, а также об изъятии из оборота и перечеканке старых пятикопеечных монет, деноминированных в 1746 году до одной копейки. 7 марта 1755 года это решение было утверждено Елизаветой Петровной с увеличением планового объёма с предложенного миллиона рублей до 3,5 миллиона. Именным указом от 18 августа 1755 года Екатеринбургскому денежному двору была поставлена задача отчеканить 2 миллиона. Вновь из Москвы прибыли резчики штемпелей и мастера монетного дела. Началась круглосуточная и без выходных перечеканка монет в номиналы 5, 2 и 1 копейки с двукратным увеличением их монетной стопы, когда елизаветинские монеты перечеканивались по прусскому образцу из расчёта 32 рубля за пуд меди вместо прежних 16 рублей. В октябре 1756 года по инициативе графа Петра Ивановича Шувалова для контроля за перечеканкой была учреждена особая сенатская комиссия (коммисарство) под руководством Ильи Васильевича Сокольникова, а в ноябре того же года контроль был возложен на нового Главу уральской горной администрации Никифора Герасимовича Клеопина. В марте 1758 года общий план по производству монет был увеличен Сенатом до 5 082 806 рублей, из которых 2 582 806 рублей отводилось Екатеринбургу.
19 сентября 1759 года произошёл пожар, который уничтожил часть зданий и оборудования Екатеринбургского завода и Денежного двора, располагавшегося на правом берегу Исети за плотиной. Сам Денежный двор, в основном располагавшийся на левом берегу, не пострадал. Сохранившееся оборудование удалось перекомпоновать для восстановления производства. Летом 1760 года началось строительство новой каменной прорезной фабрики. С этого времени этого производилась только более прибыльная чеканка пятикопеечной монеты и перечеканка копеек в грошевики. Контору денежного дела в этот период возглавлял сын Клеопина Григорий. В 1760-х годах часть работников и оборудования Екатеринбургского денежного двора были перемещены на строившийся Сузунский монетный двор.
В целом развитию медеплавильной промышленности и монетного дела во второй половине XVIII века способствовала высокая прибыльность производства меди частными заводами. Так, максимальная себестоимость одного пуда меди с доставкой до Екатеринбурга составляла 2 рубля 25 копеек, а Монетный двор за счёт казны покупал пуд за 5 рублей 50 копеек.

### Екатеринбургский монетный двор (1763—1876)

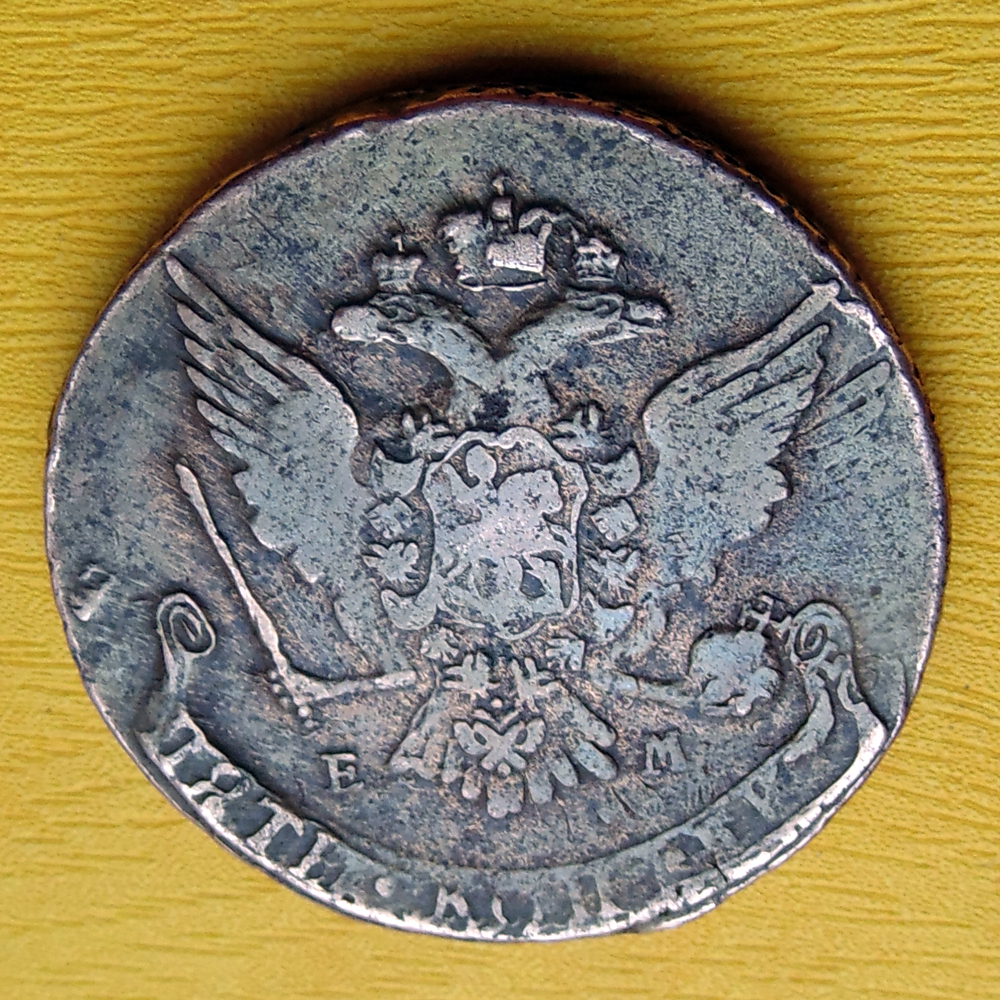
Медный пятак с гербом Российской империи, 1765 год

В мае 1763 года управление монетным производством было передано из Горного правления в ведение Екатеринбургской монетной экспедиции, преобразованной из коммисарств Шувалова и подотчётной Главной монетной экспедиции в Петербурге. Руководителем Екатеринбургской монетной экспедиции остался Сокольников. Это вызвало череду конфликтов между руководством Уральского горного ведомства и Монетной экспедиции. 28 октября 1763 года Сенат принял указ «О постройке завода в Екатеринбурге для делания медной монеты». С этого времени на монетах, отчеканенных в Екатеринбурге, появилась маркировка «Е. М.», означавшая «Екатеринбургская монета».
В 1766—1768 годах фабрики Монетного двора были перестроены на каменные за счёт бюджета Горного ведомства. Это стало началом упадка Екатеринбургского металлургического завода, фактически выполнявшего заказы Монетного двора, ставшего ключевым предприятием Екатеринбурга. В 1769 году по указу Екатерины II началась перестройка Екатеринбургского завода с явным приоритетом в пользу монетного дела. Исключение составили цехи вновь организованной гранильной фабрики. Реконструкция была завершена к началу 1780-х годов.
В начале 1780-х годов руководителем Екатеринбургской монетной экспедиции был назначен Иван Сафков. В этот период в составе Монетного двора работали пять фабрик: плавильная, плащильная, прорезная, гуртильная и тиснильная. Бо́льшая часть меди поставлялась плавильных заводов Богословского горного округа: Богословского, Петропавловского и Николае-Павдинского. В феврале 1788 года для расширения производства медной монеты Сенат принял решение о строительстве на Урале ещё двух монетных дворов, один из которых планировалось расположить вблизи Екатеринбурга. В 1789 году было определено место для строительства плотины и монетного двора ниже по течению Исети. Строительство завершили к 1795 году, но пожар, уничтоживший все постройки, не позволил начать чеканку монеты. Впоследствии сохранившаяся после пожара плотина и пруд были использованы для строительства Нижнеисетского завода.
Заготовка древесного угля, дров и другого сырья для обеспечения деятельности Монетного двора велась приписными крестьянами в Монетной лесной даче (ныне посёлок Монетный), расположенной в 30—35 вёрстах от Екатеринбурга. Для обеспечения инструментальной сталью, использовавшейся для изготовления штампов, в 1786 году под руководством Ивана Филипповича Германа была построена Пышминская стального дела фабрика на реке Пышма, в 22 верстах от Екатеринбурга. В 1792 году фабрика сгорела, а производство стали было продолжено на Нижнеисетском заводе с сентября 1798 года, но в 1801—1802 году было прекращено. С 1808 года сталь стала производиться собственными силами Монетного двора после слияния с Екатеринбургском заводом.

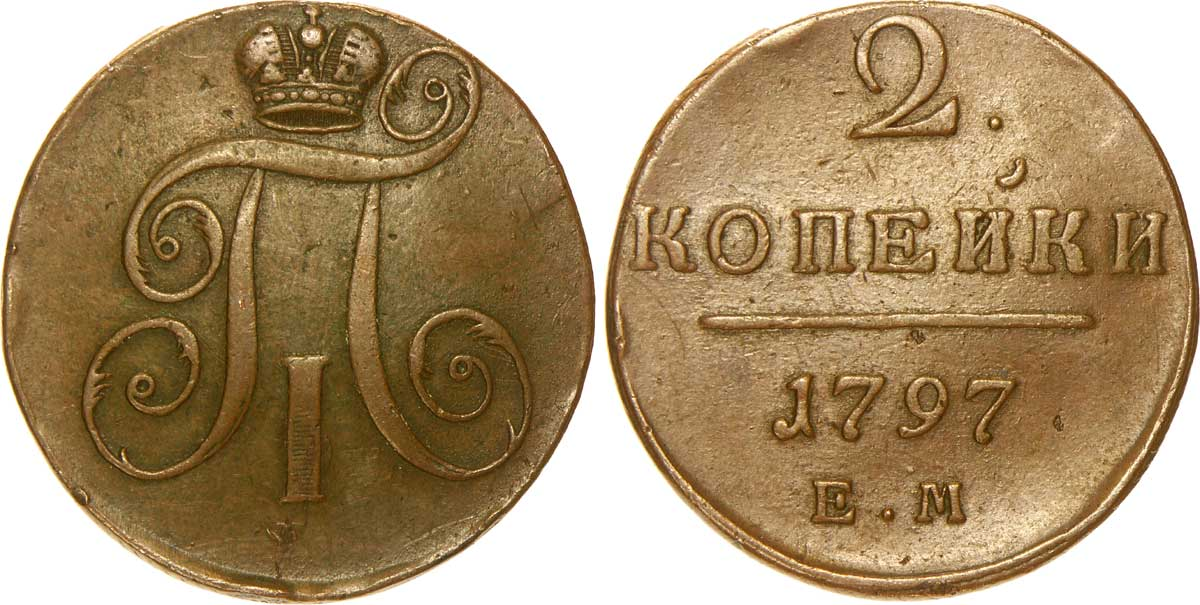
2 копейки 1797 года с вензелем Павла I

В 1796 году по секретному указу Екатеринбургский монетный двор участвовал в обратной перечеканке монет из 16-рублёвой стопы в 32-рублёвую, а в январе 1797 года — уже по указу Павла I — вновь перечеканивали обратно. В целом же к концу XVIII века Екатеринбургский монетный двор стабильно работал под руководством нового главы Уральской горной администрации Аникиты Сергеевича Ярцова. Суммарные объёмы чеканки копеечных грошей за 1797—1799 годы составили более 170 миллионов монет. В масштабах страны Екатеринбургский монетный двор стал лидером по производству монеты — в 1790-х годах он чеканил около 90 % всей российской монеты.
В результате реформ 1807 года Уральское горное правление переместилось в Пермь, официально прекратил деятельность Екатеринбургский завод, Екатеринбург стал административным центром одноимённого горного округа. Во главе Главной конторы Екатеринбургских заводов в этот период стоял И. Ф. Герман, редко выезжавший за пределы Петербурга. Также взамен Екатеринбургской монетной экспедиции была учреждена Екатеринбургская монетная контора во главе с Н. И. Мундтом, подчинявшаяся Горному ведомству. В ходе реформ Александра I главной монетной единицей стал серебряный рубль, Монетный двор перешёл на 24-рублёвую стопу и чеканил только разменные монеты номиналом в две, одну и ½ копейки, преодолев технические сложности, связанные с требованием производить монеты без гурчения, но с утолщённой кромкой.
| Литеры | Минцмейстер                     | Годы чеканки |
| ------ | ------------------------------- | ------------ |
| Н. М.  | Николай Иванович Мундт          | 1810—1811    |
| И. Ф.  | Иван Фелькнер                   | 1811—1812    |
| Н. М.  | Николай Иванович Мундт          | 1812—1821    |
| Ф. Г.  | Франс Герман                    | 1818—1823    |
| П. Г.  | Пётр Грамматчиков (Грамотчиков) | 1823—1825    |
| И. Ш.  | Иван Шевкунов                   | 1825         |
| И. К.  | Иван Колобов                    | 1825—1830    |
| Ф. Х.  | Фёдор Хвощинский                | 1830—1837    |
| К. Т.  | Кристофор (Константин) Томсон   | 1837         |
| Н. А.  | Николай Алексеев                | 1837—1839    |

С 1810 года на российских монетах обязательной стала чеканка инициалов минцмейстеров монетного двора. В 1810—1811 годах на Екатеринбургских монетах чеканились литеры «Н. М.» — инициалы минц-мейстера Николая Ивановича Мундта, в 1811—1812 годах — литеры «И. Ф.» — инициалы минц-мейстера Ивана Фелькнера, в 1812—1821 годах — вновь инициалы Мундта.
Осенью 1811 года директор Горного департамента Андрей Фёдорович Дерябин поставил Герману задачу отправить с железным караваном 1812 года 2,5 миллиона рублей монетами, не называя причины такого крупного заказа, вызванного грядущей войной. Совместными усилиями Горного ведомства удалось увеличить количество печей и станов, набрать дополнительный штат, увеличив общее количество работников Монетного двора до 1000 человек, которые работали без выходных. В итоге 21 июня 1812 года было отправлено в Петербург монет на 2,35 миллиона рублей. После Отечественной войны 1812 года в Екатеринбург поступил ещё больший заказ Горного департамента на отправку в 1813 году монет на 2,7 миллиона рублей.
В 1813—1817 годах не деятельность всех вододействующих заводов Урала повлияла сильнейшая за сотню лет засуха, в результате которой уровень воды в заводских прудах снизился до критического уровня, что привело к сокращению объёмов производства. К 1817 году объёмы чеканки монеты сократились в три раза по отношению к уровню 1812 года. Последующее десятилетие историки называют периодом стагнации Монетного двора. В этот период не проводилось обновление оборудования, но проводились опыты по усовершенствованию технологии выплавки меди и монетного производства. Было очевидно, что существовавшая технология полуручного изготовления монет на вододействующих станках изжила себя. Основной проблемой была невозможность автоматической чеканки «в кольцо» на устаревших станах, ручная установка заготовки в которых приводила к тому, что все монеты отличались друг от друга.
Очередная реформа государственного управления 1826 года привела к переименованию в 1830 году Екатеринбургской монетной конторы в Контору Екатеринбургского монетного двора. Ведомство возглавил Фёдор Александрович Хвощинский. При Горном департаменте был создан комитет по реконструкции Екатеринбургского монетного двора. В феврале 1830 года в Екатеринбург доставили из Петербурга стан системы Болтона весом в 250 пудов, в это же время группа монетчиков из Екатеринбурга во главе с маркшейдером Хвощинским, будущим управляющим Монетного двора, была направлена в Петербург для обучения чеканки в кольце. Стан Болтона смонтировали и опробовали 20 мая того же года: его производительность по сравнению со старыми станами оказалась 7 раз выше, а количество бракованных монет в 5 раз ниже. Болтоновский стан снабжался пневматическим приводом и был громоздким, занимая два стандартных этажа, что требовало расширения заводских корпусов. В итоге местным механиком Никитой Морозовым была предложена модернизация старых станов, позволявшая чеканить в кольцо. В мае 1830 года было принято решение о начале чеканки новой монеты по 36-рублёвой стопе, но образцы монет и штемпели удалось получить только в январе 1831 года. В итоге от чеканки в кольцо отказались, отправив с весенним караваном 330 тысяч рублей 5-ти и 10-тикопеечными монетами, из которых 3700 рублей оказались забракованы в ходе приёмки.
После экспериментов по использованию новых станов для всех стало очевидной необходимость реконструкции производственных корпусов Монетного двора. В 1831 году архитектор Горного правления Михаил Павлович Малахов разработал проект и смету на строительство двух новых каменных корпусов и возведения новой каменной откосной стены плотины. В 1832 году на эти работы из казны было выделено 13 тысяч рублей из необходимых по сметам 50,4 тысяч. К 1836 году успели построить часть откосной стены плотины, два примыкавших к ней флигеля, и надстроить второй этаж здания бывшего арсенала. После назначения в 1837 году Главным начальником горных заводов хребта Уральского Владимира Андреевича Глинки он сразу подключился к обсуждению проекта реконструкции Монетного двора. В марте 1839 года проект и смета были представлены М. П. Малаховым и механиком Горного правления Пётром Эдуардовичем Тетом. В апреле 1839 года Глинка представил проект директору Горного департамента Евграфу Петровичу Ковалевскому, а в июне того же года — министру финансов Егору Францевичу Канкрину, окончательно утвердившему проект и смету в 122 597 рублей (без учёта стоимости оборудования) 6 ноября 1841 года.
При содействии Канкрина в Екатеринбург привезли три новых тиснильных стана конструкции Дидериха Ульхорна, способные работать как от водяного колеса, так и от паровой машины. Основной особенностью станов Ульхорна была автоматическая подача заготовки под штемпель и последующее удаление отчеканенной монеты, что делало эти станы гораздо безопаснее ручных, нередко приводивших к отсечению пальцев и рук при установке и снятии заготовки. В то же время стан Ульхорна предъявлял более высокие требования к качеству медной заготовки, что приводило к необходимости вводить дополнительную операцию калибровки кружков перед подачей в стан. Станы смонтировали к 1842 году, в это же время были завершены основные строительные работы по возведению нового корпуса на правом берегу Исети. Полностью монтаж оборудования закончили к осени 1844 года, в числе прочего были установлены 6 станов системы Болтона и 6 станов Ульхорна.

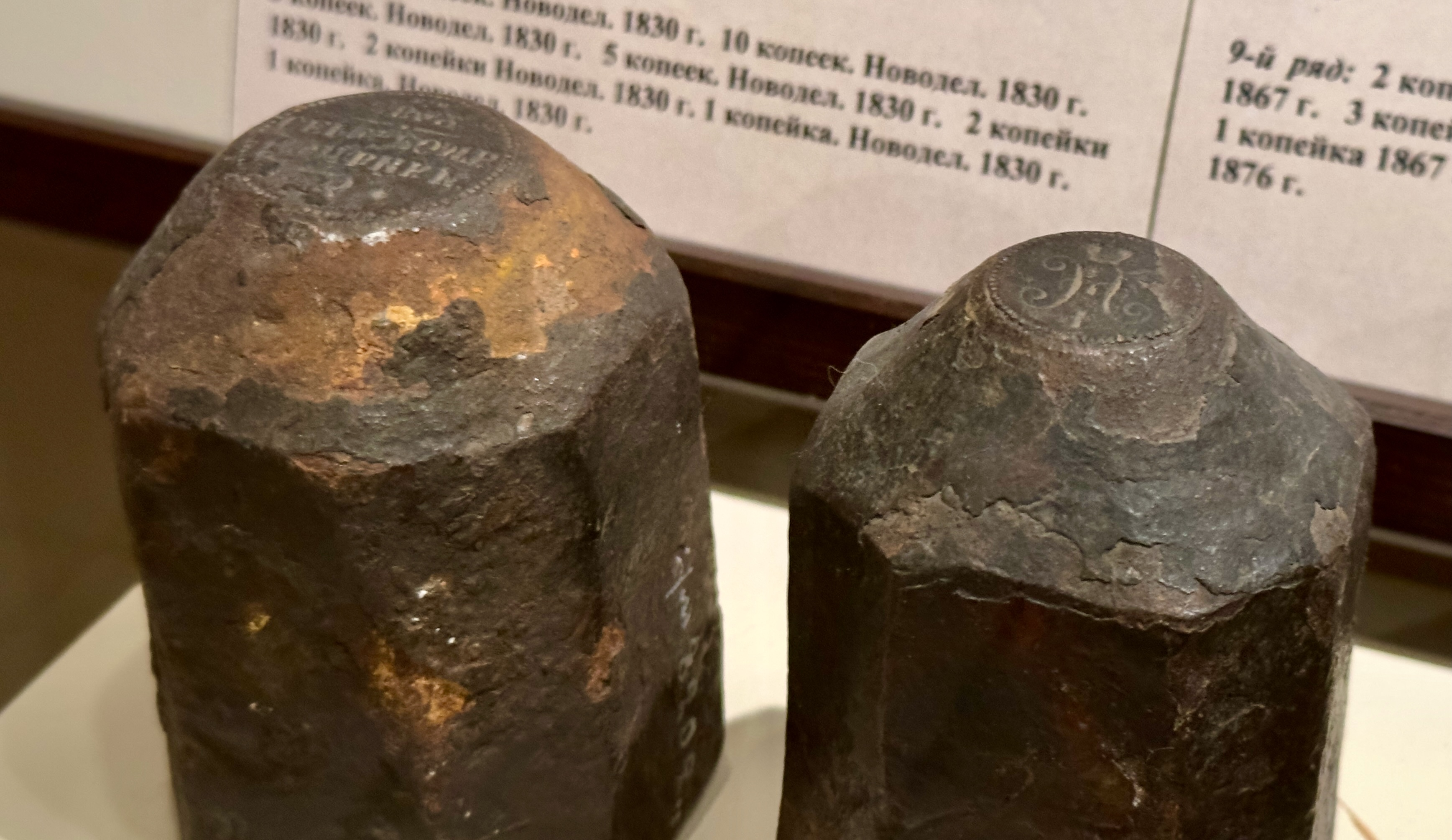
Штампы для чеканки монет (XIX в.)

В октябре 1844 года Фёдор Фёдорович Бегер, назначенный директором Горного департамента, сообщил Глинке о планах по сокращению производства медной монеты из-за начавшегося перевода денежной системы на бумажные ассигнации. При этом монеты 36-рублёвой стопы изымались из оборота. С 1845 года пришлось остановить часть цехов Монетного двора и распустить работников. Контору также расформировали, а управление монетным делом передали Екатеринбургскому горному округу. В итоге сложившаяся в Пермской губернии нехватка монеты в обороте привела к необходимости запуска чеканки монет в Екатеринбурге. Именным указом от 7 февраля 1849 года Монетный двор вновь получил заказ на чеканку монет по 32-рублёвой стопе, но из-за традиционной нехватки оборудования и мастеров производство удалось запустить лишь 17 августа 1850 года. На станах Болтона чеканили монеты номиналом в 5, 3 и 2 копейки, а на станах Ульхорна — более мелкие, номиналом в 1, ½ и ¼ копейки. В 1853—1855 годах был построен новый 2-х-этажный вспомогательный корпус на правом берегу, вместивший кузницу, слесарный и штемпельный цехи, а также вспомогательные помещения. К моменту окончания работ по реконструкции Монетного двора в 1855 году Механическая фабрика передала в его распоряжение 2 паровые машины по 8 л. с. В этот период Монетный двор получал ежегодные наряды на 600—700 тысяч рублей серебром монет по 32-рублёвой стопе.
Летом 1855 года от министра финансов Петра Фёдоровича Брока поступило распоряжение довести объём производства до запланированных указом 1849 года 3 миллионов рублей и прекратить чеканку до особого распоряжения. План был выполнен к 16 ноября 1855 года, после чего Монетный двор остановил работу, началась консервация оборудования. Но практически сразу от Брока было получено указание возобновить чеканку 1, 2, 3 и 5-копеечных монет с отправкой срочного каравана в июне следующего года. 28 декабря 1855 года чеканку монет возобновили, а в сентябре 1857 года получили новый указ с нарядом на продолжение чеканки, скорректированный на увеличение до 2 миллионов рублей в 1858 году. Пруд в эти годы был мелководным, поэтому пришлось в спешном порядке модернизировать существующие и строить новые паровые машины. Вплоть до 1866 года средний годовой объём чеканки составлял 2 миллиона рублей, рекордными в этот период были 2 265 327 рублей, отчеканенные в 1860 году и 2 821 976 рублей в 1865 году.
В 1863—1864 годах Монетный двор получал наряды на производство ежегодно 3 миллионов рублей. В 1865 году была произведена несущественная модернизация оборудования плющильного цеха, ограничивавшего производительность остальных. 21 марта 1867 года именным указом Монетный двор получил заказ на чеканку медных монет по 50-рублёвой стопе номиналом ¼, ½, 1, 2, 3 и 5 копеек. Утверждённые рисунки штемпелей были получены в июне 1867 года, производство удалось наладить с января 1868 года. В мае 1871 года Монетный двор остановился на ремонт, до 1 января 1872 года сотрудники, не занятые на ремонтных работах, были распущены.

### Последние годы и закрытие

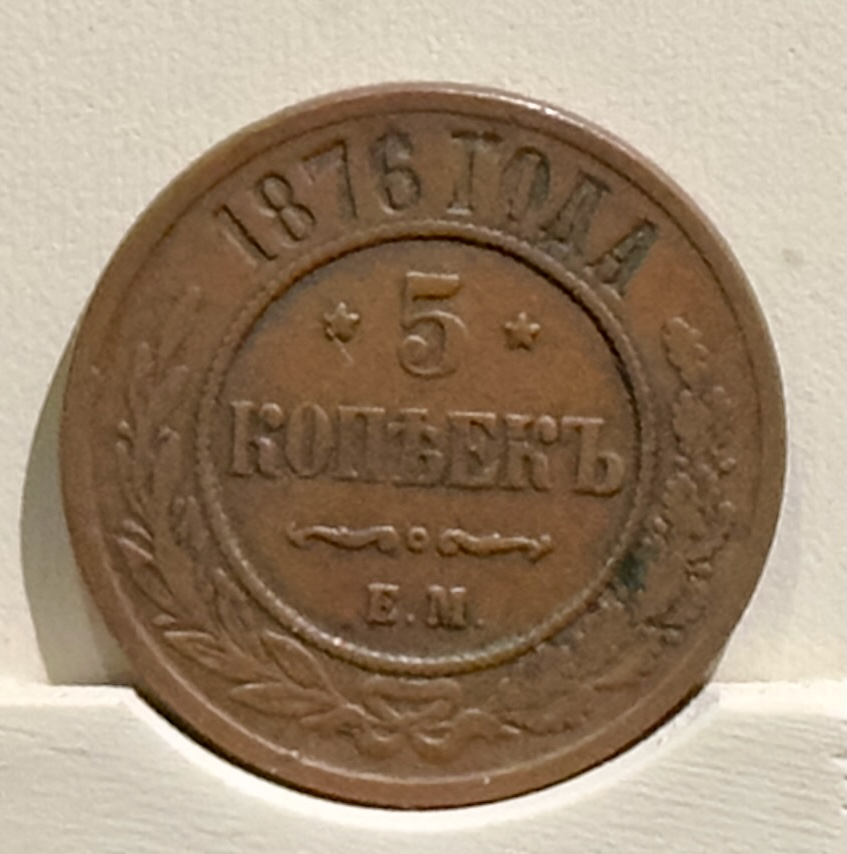
5 копеек, отчеканенные в год закрытия ЕМД

Именным указом от 21 марта 1873 года Екатеринбургский и Санкт-Петербургский монетные дворы получили наряды на чеканку 13-й серии монет по 32-рублёвой стопе в количестве 3 миллиона рублей. Монеты этой серии стали последними, чеканившимися в дореволюционной России. 27 марта того же года был выпущен указ Госсовета, запрещающий чеканку в Екатеринбурге из новой меди, а 21 декабря того же года указом Александра II Екатеринбургский монетный двор планировался к закрытию в 1875 году. После обращений Главного горного начальника Ивана Павловича Иванова Министерство финансов согласилось продлить действие Монетного двора до 1 января 1876 года, а император утвердил датой закрытия 15 апреля 1876 года.
14 апреля 1876 года — ровно через 150 лет после начала чеканки медных плат — после выполнения последнего заказа на 1,7 миллиона рублей Монетный двор был закрыт, чеканка монеты сконцентрировалась в Санкт-Петербурге. Ранее, в феврале 1875 года горный инженер М. М. Семёнов направил в Министерство финансов доклад о нецелесообразности дальнейшего использования оборудования Екатеринбургского монетного двора. Тогдашний руководитель ведомства Михаил Христофорович Рейтерн согласился с выводами Семёнова и приказал уничтожить на месте всё оборудование, непосредственно связанное с выделкой монеты, во избежание незаконной чеканки. Часть заводского имущества была передана на другие казённые заводы округа, паровая машина в 36 л. с. и турбина были перевезены на Нижнеисетский завод. Работники предприятия были причислены к городскому мещанству и получили льготу на 6 лет по уплате городских налогов и сборов.

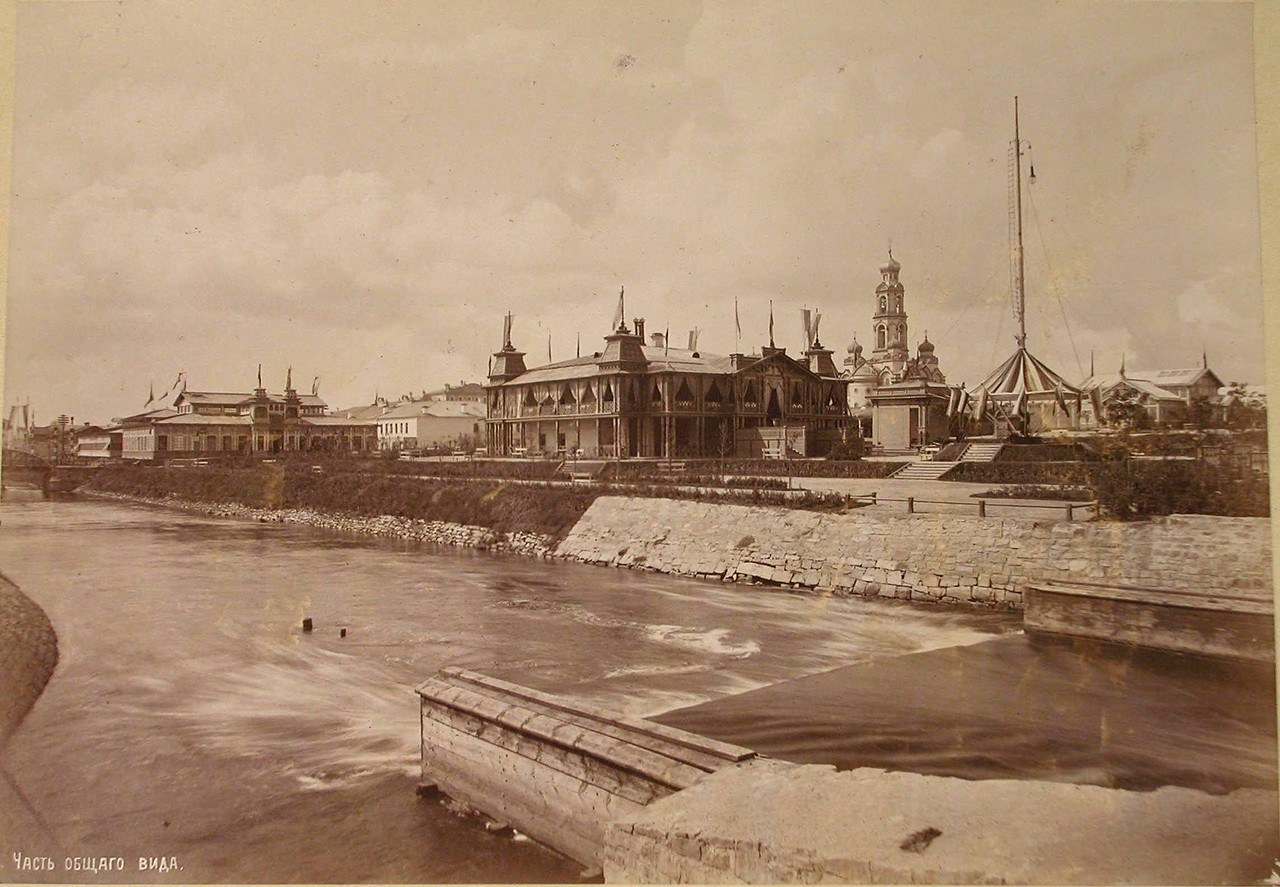
Павильоны Сибирско-Уральской выставки 1887 года на правом берегу ниже плотины

После закрытия Монетного двора началось обсуждение вопроса об использовании пустующих корпусов. В октябре 1877 года городской голова Михаил Ананьевич Нуров согласовал размещение в помещениях военнопленных турок, но пленных не доставили в Екатеринбург, в 1880 году обсуждался вариант размещения здесь исправительной колонии, отклонённый Городской думой. С августа 1878 по 1883 год часть помещений отвели под размещение армейских новобранцев. 10 декабря 1882 года Сенат выдал разрешение на проведение торгов по продаже имущества Екатеринбургского монетного двора. К тому времени заявки на приобретение неиспользуемых зданий были получены от екатеринбургских купцов Ильи Ивановича Симанова и Максима Михайловича Скачкова. Из-за опасений передачи в частные руки плотины городского пруда было принято решение, санкционированное Александром III, передать здания и территорию бывшего Монетного двора в ведение Министерства путей сообщения.
В 1887 году на территории Монетного двора проводилась Сибирско-Уральская научно-промышленная выставка. В начале 1890-х годов заводские постройки в соответствии с принятым решением передали железнодорожным мастерским Уральской горнозаводской железной дороги, которые в 1929 году были преобразованы в вагоно-ремонтный завод (с 1933 года — имени Воеводина), а в 1946 году были перемещены из центра города.
За всё время своего существования Екатеринбургский монетный двор произвёл более 150 миллионов рублей денег.

## Оборудование и здания

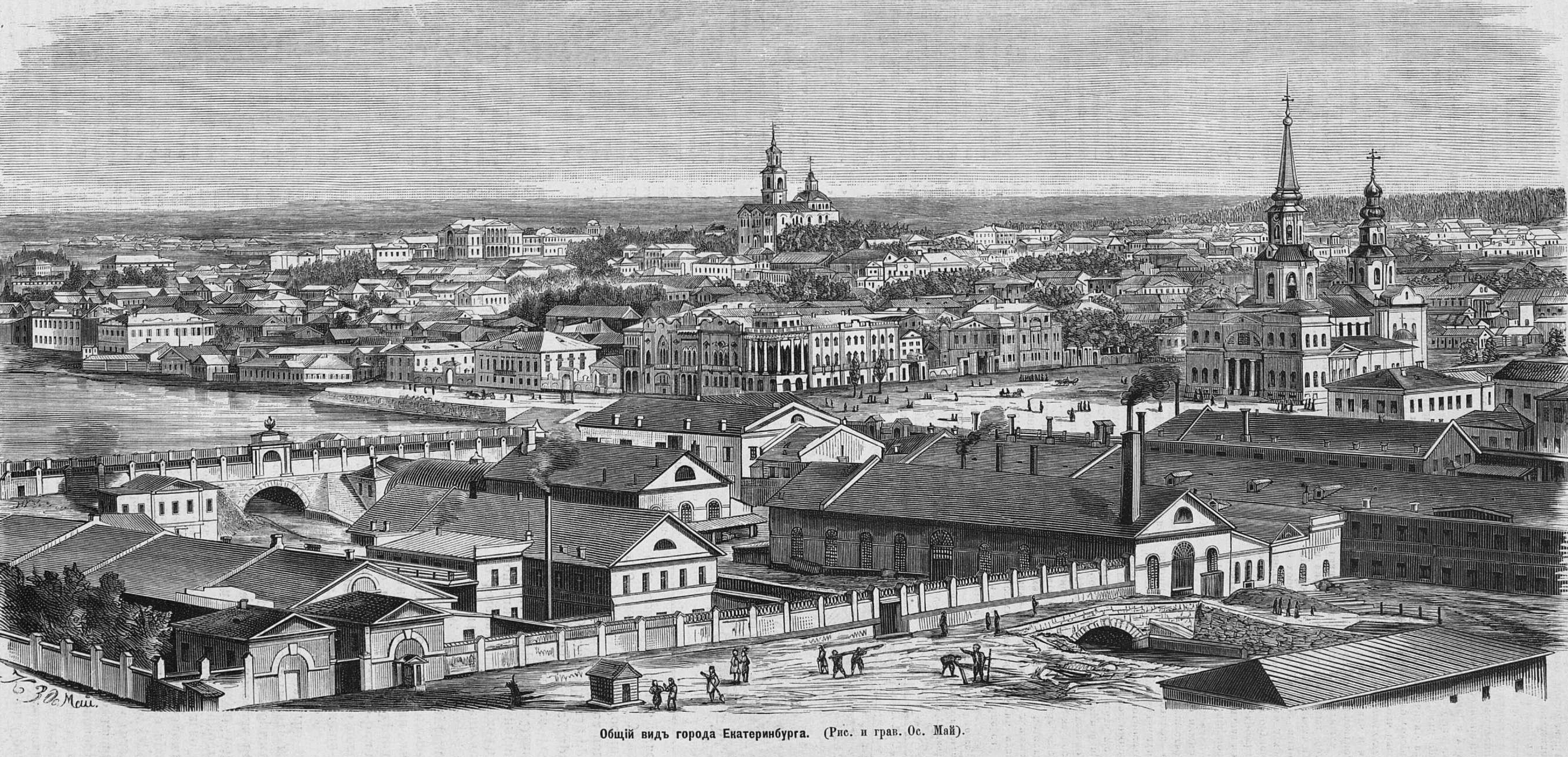
Екатеринбургский монетный двор, 1874 (на переднем плане)

В 1735 году Екатеринбургский денежный двор имел деревянный главный корпус и несколько подсобных зданий.
В 1759 году пожар уничтожил все старые деревянные постройки, а вместо них были выстроены каменные фабрики: плющильная, две прорезные, гуртильная, штемпелеванная и другие. В 1797 году на Монетном дворе также имелась каменная плющильная фабрика с 6 калильными печами и 5 прокатными станами (2 — ломовые, 2 — плющильные и 1 — разрезная), две прорезных каменных фабрики с 26 станками (которыми из медных полос вырезались монетные кружки), гуртильная каменная фабрика с 2 печами, обжиговой и калильной, и 29 станками (4 — гуртильными, 3 — плющильными, 10 — ручными гуртильными, 4 — для очистки гладких кружков), штемпелеванная каменная фабрика с 14 станками (12 — вододействующих для тиснения крупной монеты и 2 — ручных для тиснения мелкой монеты). Были сталеделательная фабрика, плавильная фабрика для сплавки обрезков, крох и окалины с 6 горнами (5 — гармахерских и 1 — очистительный, 2 молота), якорная фабрика для изготовления разных заводских припасов, слесарная, кузница и вспомогательные мастерские. Работа оборудования обеспечивалась 35 водяными колёсами, 17 из которых были задействованы на плющильной фабрике. Все помещения находились за плотиной на правом берегу реки.
Из-за высоких объёмов производства монет в конце XVIII века часть оборудования и корпусов Екатеринбургского завода была переведена на обеспечение нужд Монетного двора. Колотушечный и дощатый цехи осуществляли расковку меди, выплавленная на заводе цементная сталь полностью использовалась для изготовления матриц для тиснения монет. В этот период завод по сути стал вспомогательным производством по отношению к Монетному двору. После закрытия завода в 1808 году его оборудование и постройки были полностью переданы Монетному двору.
В 1778 году машинный подмастерье В. П. Костричкин спроектировал новую гуртильную машину, а в 1801 году две модели станков для тиснения монет и модель прорезного стана создал мастер Василий Углев, в 1805 году унтер-шихтмейстер И. В. Тимофеев сконструировал новое устройство для вырезки монетных кружков, в 1800—1805 годах механик-изобретатель Лев Фёдорович Сабакин, служивший при Горном правлении в Екатеринбурге, спроектировал для монетного двора новую тиснильную машину. В 1837 году на базе мастерской Собакина была образована Екатеринбургская казённая механическая фабрика, впоследствии несколько раз перестраивавшаяся и расширившаяся занявшая почти всю левобережную часть заводской территории.

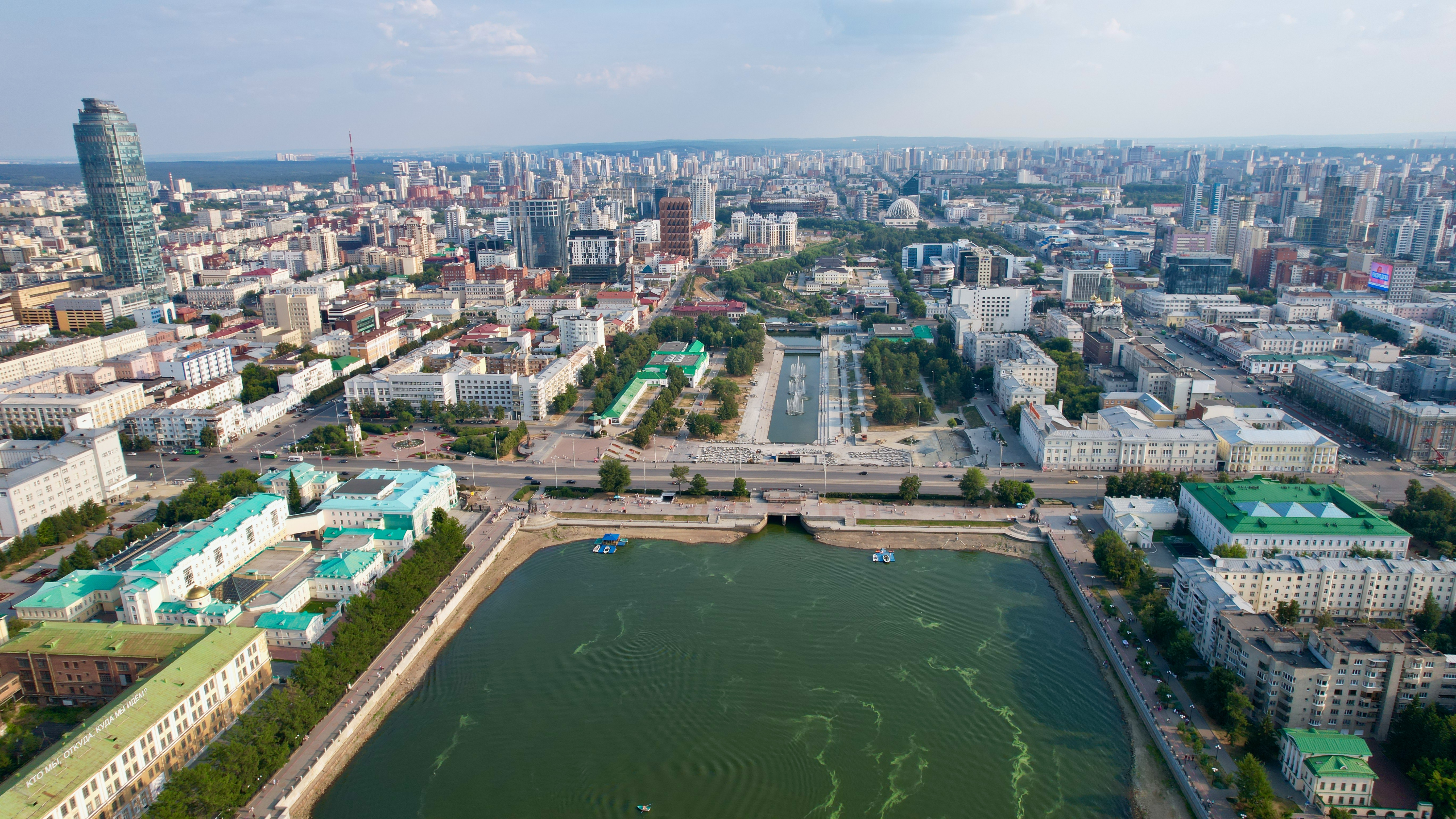
Вид с высоты на плотину и Исторический сквер в Екатеринбурге

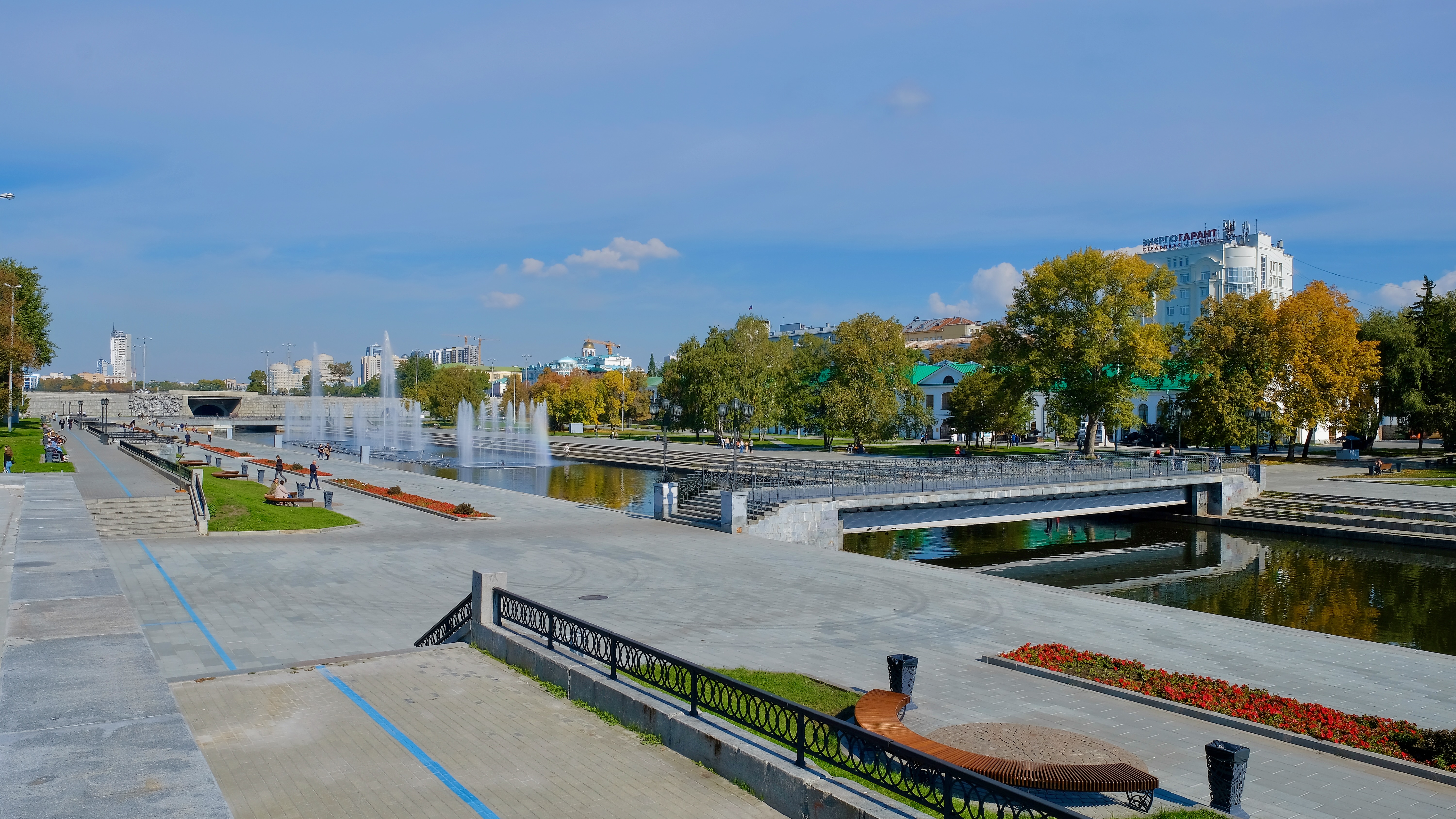
Вид на Исторический сквер

По данным Павла Егоровича Томилова, в начале XIX века в составе Монетного двора функционировали два корпуса по обоим берегам Исети. В правобережном корпусе располагались две плющильные фабрики, прорезная, гуртильная и две тиснительные фабрики. Плющильные фабрики были оснащены 8 печами для разогрева меди и 10 плющильными станками; прорезная фабрика — 16 прорезными станами; гуртильная фабрика — 4 бочками для очистки медных кружков, 4 печами для обжига и сушки, а также 2 гуртильными станами с приводом от водяных колёс; тиснительные фабрики — 6 печами для разогрева заготовок и 34 печатными станами. Также на правом берегу располагалась счётная кладовая. В левобережном корпусе находилась плавильная фабрика на 4 гармахерских горна, якорная фабрика с кузницей на 2 вододействующих молота и 22 горна, а также инструментальная фабрика. Причём формально якорная фабрика, кузница и инструментальная фабрика относились к Горному ведомству, представляя собой остатки Екатеринбургского завода. Между корпусами через Исеть был сооружён каменный мост.
С 1808 года в распоряжение Екатеринбургского монетного двора поступила заводская плотина, возводившаяся с марта по 11 сентября 1723 года. Плотина, спроектированная плотинным мастером Невьянского завода Леонтием Степановичем Злобиным, имела длину в 209 метров, ширину в 42 метра и высоту в 6,5 метров. В 1840—1850-х годах под руководством механика-гидротехника В. И. Рожкова были установлены малые и большие водяные турбины, обеспечивавшие привод механизмов и оборудования.
В 1834 году вся территория Монетного двора, включая часть плотины, была огорожена по проекту архитектора М. П. Малахова кирпичной стеной с чугунными решётками и вазами по верху. В 1839—1844 годах проходила коренная реконструкция Монетного двора по проекту архитекторов М. П. Малахова и А. Спиринга, при участии механика П. Э. Тета. Создание малых архитектурных форм приписывают архитектору К. Г. Турскому. В ходе реконструкции появились ворота (западные, восточные, северо-восточные, юго-восточные) с кованными железными решётками. После реконструкции 1972—1973 годов сохранились фрагменты стен и четверо ворот.
Юго-восточные ворота были построены позже остальных ворот и являются двухчастной и симметрической композицией из двух каменных калиток и проезда между ними. Они размещены по диагонали к перекрёстку улиц и состоят из двух каменных устоев в виде ложных калиток, декор расположен только со стороны улицы, а верхняя часть имеет прямоугольный парапет с четырёхгранным газовым фонарём на узорной кованой подставке. Остальные ворота однотипны с калиткой из сквозного арочного проёма, оформлены с обеих сторон приставными колоннами. Ворота и стены из кирпича с металлическим декором, оштукатурены и покрашены в белый цвет. Со временем территория бывшего Монетного двора стала частью Исторического сквера Екатеринбурга.
После модернизации 1840—1850-х годов в двух новых каменных корпусах располагалось следующее оборудование. В основном передельном корпусе располагались медеплавильный цех на 4 плавильных горна; плющильный цех с 2 нагревательными печами и 2 полировочными станками; прорезной цех с 15 прорезными станками и 6 очищательными бочками; гуртильный цех с 8 станками; тиснительный цех с 7 станами Болтона и 8 станами Ульхорна. Во вспомогательном корпусе находились цех по резке штемпелей с 4 станками и турбиной Жонваля; кузница на 12 горнов и токарная мастерская с 47 станками.
В 1876 году, после прекращения производства монет в Екатеринбурге, здания Монетного двора были переданы железнодорожным мастерским Уральской горнозаводской железной дороги, монетные штемпели и оборудование, признанные непригодными для дальнейшего использования, уничтожены.

## Численность персонала
В 1763 году на Екатеринбургском монетном дворе работали 375 человек, в 1770 году — 575, в 1797 году — 664 человека (188 — управляющих и служащих, 476 — мастеровых и рабочих) и 9640 приписных государственных крестьян. В начале XIX века в штате предприятия числилось 400 человек.
В 1812 году штат монетного двора составлял более 800 человек, а в 1860 году на предприятии работали 1396 мастеровых. В периоды интенсивного производства и заказов на монеты численность персонала возрастала до 2 тысяч человек и более.
Среди работников Монетного двора своего рода элитой считались резчики штемпелей, работа которых требовала высокого мастерства. В начале XIX века резчикам запрещалось отлучаться на другие работы или переводиться в другие цехи.
Поскольку после закрытия железоделательного завода Монетный двор был по сути градообразующим предприятием Екатеринбурга, большинство жителей были связаны с его деятельностью. Сбои в работе Монетного двора сказывались на благосостоянии всего города. По состоянию на 1855 год более половины населения города зависели от работы Монетного двора. При этом жалование рабочих предполагало содержание их семей.

## Продукция и объёмы производства
Коллекция монет ЕМД в экспозиции Музея истории и археологии Урала
В начальный период своей деятельности Платный двор Екатеринбурга чеканил квадратные платы номиналом от одного рубля до гривны, в каждом из четырёх углов которых помещались клейма с двуглавым орлом, увенчанным тремя императорскими коронами и держащим в лапах скипетр и державу. На груди орла находился овальный щит с вензелем императрицы Екатерины I, состоявшим из двух литер «J» и двух «Е». В середине плиты располагалось клеймо с указанием цены, года и места чеканки: «Цена. Рубль. Екатеринбурхъ. 1725».
В 1726 году к рублям, полтинам, полуполтинам и гривнам добавились квадратные же пятаки и копейки. На пятикопеечной монете 1726 года в центре был помещён орёл, слева и справа от него — части от года «17» «26», вверху надпись «пять копеек», внизу — «Екатеринбурхъ». В другом варианте — на груди орла изображался щит с буквой «Е». На квадратных пятаках надпись «Екатеринбург» встречалась в трёх разновидностях: «Екатеринъ-бурхъ» (в две строки), «Екатерінъ-бурхъ» (в две строки) и «Екатеринъебурхъ». Оборотная сторона монет была гладкой.
В 1727 году было вырублено 5-копеечных медных кружков на сумму 19 733 рублей 15 копеек. В 1727—1734 годах Платный двор выпускал также медную посуду и колокола. В 1742—1751 годах было изготовлено 277 697 754 кружков на сумму 1 861 962 рублей 94,5 копеек. В 1736—1741 и 1748—1751 годах выпускалась и общегосударственная круглая медная монета — денги и полушки, которой было выпущено на сумму в 1 785 696 рублей 98 копеек. В 1735 году было изготовлено монеты 7 тысяч пудов, в 1750 году — 36 тысяч пудов, в 1800 году — 107 тысяч пудов. В конце XVIII века в Екатеринбурге чеканилось около 90 % всей российской монеты, на её изготовление расходовалось 2/3 всей выплавленной в стране меди.

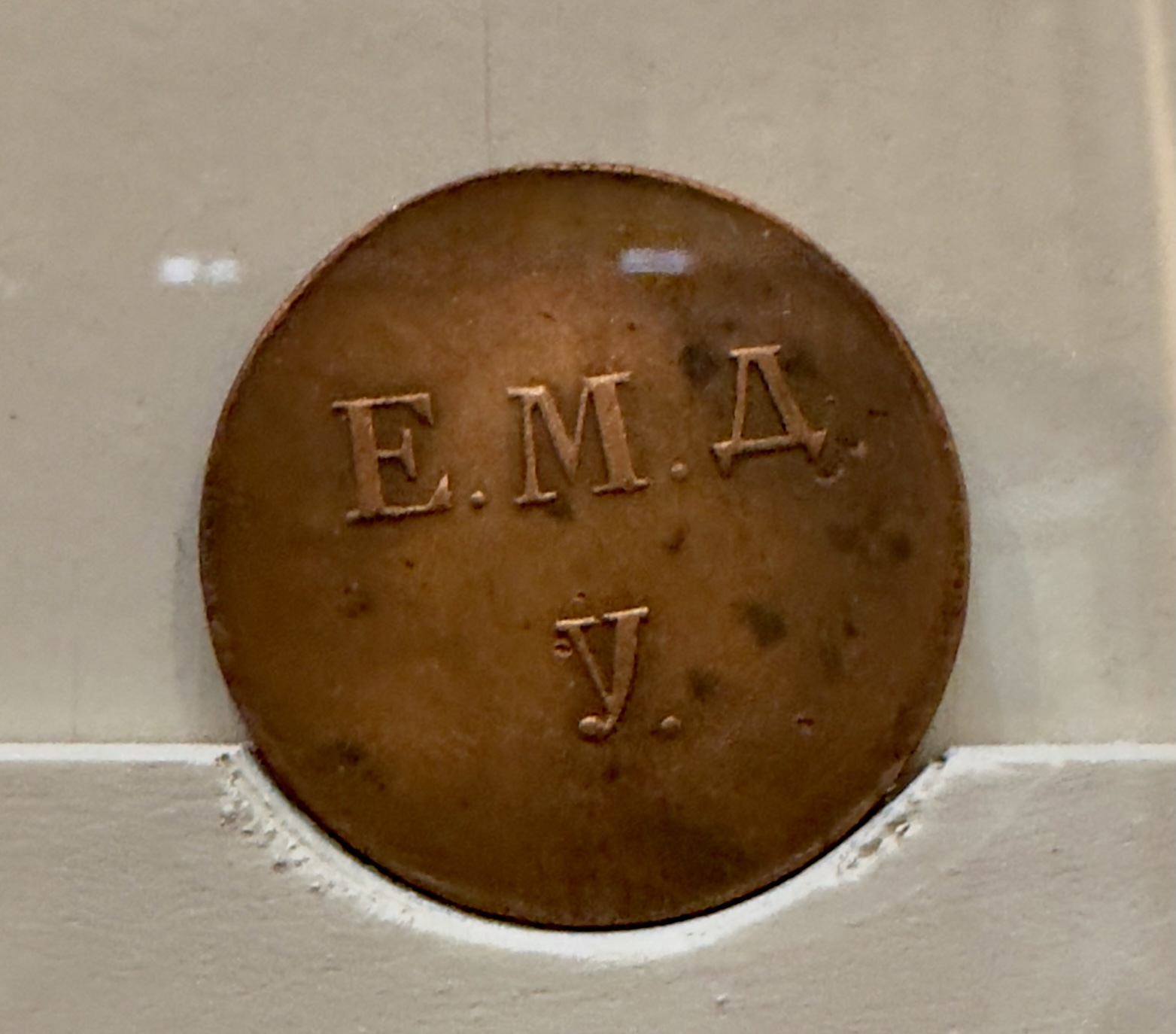
Угольная печатка

С конца 1740-х годов Монетный двор помимо монеты чеканил также медные ярлыки, широко применявшиеся для учёта принимавшихся от приписных крестьян древесного угля, руды и извести.
В начале XIX века суточная производительность монетного двора составляла 600—700 пудов медных кружков на сумму 9—11 тысяч рублей. Кружки подвергали сушке на чугунных сковородах в специальных печах, после чего подавали на гуртильные станы. После гурчения производилась чеканка монет.
В периоды, когда чеканка монет не производилась по разным причинам, Монетный двор изготавливал медную посуду, колокола и другие изделия из меди. В 1847 году на Монетный двор по заказу артиллерийского ведомства освоил производство листовой меди для изготовления капсюлей.
За всё время работы Монетным двором было выпущено свыше 500 образцов медных монет, собрано несколько коллекций. Одна из таких коллекций в 1907 году была подарена Уральскому обществу любителей естествознания и в настоящее время хранится в Свердловском областном краеведческом музее.
Монетный двор выпускал также медные печати, медали, бляхи и жетоны. В 1855—1876 годах под руководством штатного художника и куратора медальерного отделения Михаила Денисовича Канаева по эталонам на заказ изготовлялись более 120 наименований бронзовых медалей, посвящённых политическим деятелям, членам царской семьи и историческим событиям. После закрытия Монетного двора в 1876 году по рекомендации Канаева художник Григорий Васильевич Дружинин скупил образцы медалей и в следующем году открыл в Каслях опытное производство медальонов и медалей из бронзы и чугуна, продолжавшееся до смерти Дружинина в 1880 году. В прейскурантах на продукцию Каслинского завода за 1896 год были представлены 157 медалей и 23 медальона, изготавливавшиеся в мастерской Канаева по моделям Екатеринбургского монетного двора.
Годовые объёмы чеканки монет в рублях
- 1736—1741 и 1748—1751 — суммарно 1 785 697
- 1751—1755 — чеканка монеты не производилась
- 1756—1761 в среднем 1—1,5 млн в год
- 1762 — 2 937 075
- 1765 — 2 089 760
- 1770 — 2 565 411
- 1771 — 2 917 275
- 1772 — 2 370 101
- 1778 — 2 382 907
- 1780 — 2 550 352
- 1783 — 1 507 813
- 1784 — 1 802 942
- 1785 — 2 153 510
- 1786 — 1 522 814
- 1787 — 954 400
- 1788 — 2 457 042
- 1789 — 2 272 830
- 1790 — 1 277 738
- 1791 — 1 193 468
- 1792 — 1 308 825
- 1793 — 1 141 042
- 1794 — 1 059 069
- 1795 — 846 467
- 1796 — 18 263
- 1802 — 711 362
- 1803 — 1 591 916
- 1804 — 1 313 384
- 1805 — 827 345
- 1806 — 1 920 784
- 1807 — 533 333
- 1808 — 500 027
- 1809 — 507 013
- 1810—1817 — суммарно 14 млн
- 1811 — 2 546 042
- 1812 — 2 641 714
- 1820 — 1 660 000
- 1830 — 330 008
- 1831—1838 — от 1,5 до 3 млн в год
- 1839 — 270 500
- 1840 — 634 668
- 1841—1876 — суммарно 38 млн (в 1845—1849 годы чеканка не производилась)
- 1868 — 1 768 250
- 1869—1870 — в среднем 1,7 млн в год
- 1872—1874 — в среднем 1 млн в год
- 1875 — 1 368 800

Годовые объёмы чеканки монет в тысячах штук
Данные за отдельные годы указаны дважды, если в этот период осуществлялась перечеканка или переход на другую стопу.
| Год   | 10 копеек | 5 копеек | 3 копейки | 2 копейки | Копейка | ½ копейки | ¼ копейки | Примечание                                        |
| ----- | --------- | -------- | --------- | --------- | ------- | --------- | --------- | ------------------------------------------------- |
| 1736  | 0         | 0        | 0         | 0         | 0       | 33436     | 3156      |                                                   |
| 1737  | 0         | 0        | 0         | 0         | 0       | 37015     | 3924      |                                                   |
| 1738  | 0         | 0        | 0         | 0         | 0       | 36543     | 2856      |                                                   |
| 1739  | 0         | 0        | 0         | 0         | 0       | 25466     | 1800      |                                                   |
| 1740  | 0         | 0        | 0         | 0         | 0       | 17066     | 811       |                                                   |
| 1741  | 0         | 0        | 0         | 0         | 0       | 0         | 0         |                                                   |
| 1748  | 0         | 0        | 0         | 0         | 0       | 74808     | 1488      |                                                   |
| 1749  | 0         | 0        | 0         | 0         | 0       | 47920     | 1880      |                                                   |
| 1750  | 0         | 0        | 0         | 0         | 0       | 48444     | 1144      |                                                   |
| 1751  | 0         | 0        | 0         | 0         | 0       | 27624     | 576       |                                                   |
| 1755  | 0         | 0        | 0         | 0         | 2887    | 0         | 0         |                                                   |
| 1756  | 0         | 0        | 0         | 0         | 23764   | 0         | 0         | Перечеканка и обычная чеканка                     |
| 1757  | 0         | 0        | 0         | 0         | 17038   | 0         | 0         | 8-рублёвая стопа                                  |
| 1757  | 0         | 0        | 0         | 31894     | 6548    | 3068      | 1508      |                                                   |
| 1758  | 0         | 17604    | 0         | 28629     | 5081    | 571       | 536       |                                                   |
| 1759  | 0         | 23357    | 0         | 8119      | 3322    | 1574      | 1177      |                                                   |
| 1760  | 0         | 25887    | 0         | 3953      | 0       | 0         | 1         |                                                   |
| 1761  | 0         | 26282    | 0         | 15892     | 0       | 0         | 0         |                                                   |
| 1762  | 0         | 6813     | 0         | 4930      | 0       | 0         | 0         | Перечеканка и чеканка на общую сумму 2,9 млн руб. |
| 1763  | 0         | 36527    | 0         | 1401      | 0       | 0         | 0         |                                                   |
| 1764  | 0         | 34048    | 0         | 2322      | 43      | 6         | 0         |                                                   |
| 1765  | 0         | 41109    | 0         | 1714      | 1       | 1         | 0         |                                                   |
| 1766  | 0         | 26562    | 0         | 1662      | 0       | 2841      | 3107      |                                                   |
| 1767  | 0         | 37020    | 0         | 1294      | 0       | 2623      | 4311      |                                                   |
| 1768  | 0         | 28542    | 0         | 911       | 0       | 2422      | 5684      |                                                   |
| 1769  | 0         | 39441    | 0         | 1588      | 0       | 1450      | 3778      |                                                   |
| 1770  | 0         | 48480    | 0         | 5311      | 0       | 4020      | 6040      |                                                   |
| 1771  | 0         | 57053    | 0         | 1944      | 0       | 2910      | 4470      |                                                   |
| 1772  | 0         | 46265    | 0         | 2433      | 0       | 1160      | 960       |                                                   |
| 1773  | 0         | 38829    | 0         | 3225      | 0       | 451       | 198       |                                                   |
| 1774  | 0         | 14535    | 0         | 645       | 0       | 20        | 0         |                                                   |
| 1775  | 0         | 30487    | 0         | 1476      | 0       | 508       | 318       |                                                   |
| 1776  | 0         | 21454    | 0         | 1332      | 0       | 0         | 60        |                                                   |
| 1777  | 0         | 37429    | 0         | 1596      | 0       | 0         | 0         |                                                   |
| 1778  | 0         | 47142    | 0         | 1291      | 0       | 0         | 0         |                                                   |
| 1779  | 0         | 39732    | 0         | 73        | 0       | 0         | 0         |                                                   |
| 1780  | 0         | 51007    | 0         | 0         | 0       | 0         | 0         |                                                   |
| 1781  | 0         | 43521    | 0         | 0         | 0       | 0         | 0         |                                                   |
| 1782  | 0         | 37375    | 0         | 0         | 0       | 0         | 0         |                                                   |
| 1783  | 0         | 30156    | 0         | 0         | 0       | 0         | 0         |                                                   |
| 1784  | 0         | 36059    | 0         | 0         | 0       | 0         | 0         |                                                   |
| 1785  | 0         | 43070    | 0         | 0         | 0       | 0         | 0         |                                                   |
| 1786  | 0         | 30377    | 0         | 0         | 0       | 573       | 450       |                                                   |
| 1787  | 0         | 19088    | 0         | 0         | 0       | 0         | 0         |                                                   |
| 1788  | 0         | 49141    | 0         | 0         | 0       | 0         | 0         |                                                   |
| 1789  | 0         | 25841    | 0         | 2878      | 6433    | 2009      | 2037      |                                                   |
| 1790  | 0         | 39995    | 0         | 4765      | 1862    | 1235      | 1019      |                                                   |
| 1791  | 0         | 23739    | 0         | 371       | 0       | 0         | 0         |                                                   |
| 1792  | 0         | 26177    | 0         | 0         | 0       | 0         | 0         |                                                   |
| 1793  | 0         | 22736    | 0         | 0         | 0       | 933       | 0         |                                                   |
| 1794  | 0         | 20950    | 0         | 0         | 756     | 797       | 9         |                                                   |
| 1795  | 0         | 15531    | 0         | 1546      | 2286    | 3195      | 71        |                                                   |
| 1796  | 0         | 1949     | 0         | 619       | 523     | 0         | 261       |                                                   |
| 1796  | 0         | 0        | 0         | 4295      | 0       | 0         | 0         | Перечеканка                                       |
| 1797  | 0         | 0        | 0         | 4914      | 523     | 130       | 0         |                                                   |
| 1798  | 0         | 0        | 0         | 56528     | 19243   | 5194      | 1510      |                                                   |
| 1799  | 0         | 0        | 0         | 55641     | 23789   | 7         | 11        |                                                   |
| 1800  | 0         | 0        | 0         | 28156     | 9793    | 0         | 0         |                                                   |
| 1801  | 0         | 0        | 0         | 27380     | 1708    | 26        | 0         |                                                   |
| 1802  | 0         | 12593    | 0         | 45798     | 7577    | 0         | 0         |                                                   |
| 1803  | 0         | 31820    | 0         | 298       | 0       | 0         | 12        |                                                   |
| 1804  | 0         | 26268    | 0         | 0         | 0       | 0         | 0         |                                                   |
| 1805  | 0         | 16519    | 0         | 0         | 114     | 41        | 25        |                                                   |
| 1806  | 0         | 38416    | 0         | 0         | 0       | 0         | 0         |                                                   |
| 1807  | 0         | 10667    | 0         | 0         | 0       | 0         | 0         |                                                   |
| 1808  | 0         | 10001    | 0         | 0         | 0       | 0         | 0         |                                                   |
| 1809  | 0         | 10140    | 0         | 0         | 0       | 0         | 0         |                                                   |
| 1810  | 0         | 15802    | 0         | 0         | 0       | 0         | 0         | 16-рублёвая стопа                                 |
| 1810  | 0         | 0        | 0         | 79364     | 507     | 36        | 0         | 24-рублёвая стопа                                 |
| 1811  | 0         | 0        | 0         | 127003    | 574     | 26        | 0         |                                                   |
| 1812  | 0         | 0        | 0         | 13209     | 845     | 72        | 0         |                                                   |
| 1813  | 0         | 0        | 0         | 64479     | 30      | 24        | 0         |                                                   |
| 1814  | 0         | 0        | 0         | 110000    | 0       | 0         | 0         |                                                   |
| 1815  | 0         | 0        | 0         | 44970     | 31      | 59        | 0         |                                                   |
| 1816  | 0         | 0        | 0         | 64150     | 0       | 0         | 0         |                                                   |
| 1817  | 0         | 0        | 0         | 75000     | 0       | 0         | 0         |                                                   |
| 1818  | 0         | 0        | 0         | 60625     | 55750   | 23410     | 0         |                                                   |
| 1819  | 0         | 0        | 0         | 10047     | 19390   | 1345      | 0         |                                                   |
| 1820  | 0         | 0        | 0         | 75180     | 15640   | 0         | 0         |                                                   |
| 1821  | 0         | 0        | 0         | 55170     | 10160   | 0         | 0         |                                                   |
| 1822  | 0         | 0        | 0         | 44868     | 10265   | 0         | 0         |                                                   |
| 1823  | 0         | 0        | 0         | 44935     | 10350   | 0         | 0         |                                                   |
| 1824  | 0         | 0        | 0         | 36293     | 0       | 0         | 0         |                                                   |
| 1825  | 0         | 0        | 0         | 73856     | 370     | 545       | 0         |                                                   |
| 1826  | 0         | 0        | 0         | 50450     | 1145    | 1080      | 0         |                                                   |
| 1827  | 0         | 0        | 0         | 34065     | 2647    | 2165      | 0         |                                                   |
| 1828  | 0         | 0        | 0         | 1448      | 43015   | 0         | 0         |                                                   |
| 1829  | 0         | 0        | 0         | 13790     | 48266   | 0         | 0         |                                                   |
| 1830  | 0         | 0        | 0         | 15450     | 2100    | 0         | 0         |                                                   |
| 1831  | 2640      | 41110    | 0         | 0         | 13050   | 0         | 0         |                                                   |
| 1832  | 7620      | 30080    | 0         | 0         | 3400    | 0         | 0         |                                                   |
| 1833  | 6969      | 14332    | 0         | 251       | 2883    | 0         | 0         |                                                   |
| 1834  | 9134      | 41795    | 0         | 0         | 5020    | 0         | 0         |                                                   |
| 1835  | 5175      | 41763    | 0         | 0         | 6570    | 0         | 0         |                                                   |
| 1836  | 7240      | 31332    | 0         | 0         | 2100    | 0         | 0         |                                                   |
| 1837  | 9728      | 19743    | 0         | 16845     | 4890    | 0         | 0         |                                                   |
| 1838  | 5468      | 22430    | 0         | 6623      | 1044    | 0         | 0         |                                                   |
| 1839  | 350       | 1400     | 0         | 8250      | 50      | 0         | 0         | 36-рублёвая стопа                                 |
| 1839  | 0         | 0        | 7011      | 7617      | 10516   | 5810      | 3211      | 16-рублёвая стопа                                 |
| 1840  | 0         | 0        | 5250      | 9347      | 20778   | 10999     | 10973     |                                                   |
| 1841  | 0         | 0        | 13417     | 14999     | 19341   | 3384      | 3231      |                                                   |
| 1842  | 0         | 0        | 13700     | 12446     | 13581   | 3600      | 3600      |                                                   |
| 1843  | 0         | 0        | 14578     | 11020     | 12520   | 2580      | 1664      |                                                   |
| 1844  | 0         | 0        | 4840      | 5500      | 0       | 480       | 0         |                                                   |
| 1845  | 0         | 0        | 0         | 0         | 0       | 0         | 0         |                                                   |
| 1846  | 0         | 0        | 0         | 0         | 0       | 0         | 0         |                                                   |
| 1847  | 0         | 0        | 0         | 0         | 0       | 0         | 0         |                                                   |
| 1848  | 0         | 0        | 0         | 0         | 0       | 0         | 0         |                                                   |
| 1849  | 0         | 0        | 0         | 0         | 0       | 0         | 0         |                                                   |
| 1850  | 0         | 373      | 185       | 2206      | 1843    | 3562      | 5184      |                                                   |
| 1851  | 0         | 2241     | 3462      | 8356      | 4790    | 6426      | 7776      |                                                   |
| 1852  | 0         | 3961     | 5459      | 6874      | 14006   | 14672     | 1178      |                                                   |
| 1853  | 0         | 1479     | 3719      | 7561      | 21328   | 12243     | 5382      |                                                   |
| 1854  | 0         | 356      | 1351      | 4541      | 22397   | 13754     | 4538      |                                                   |
| 1855  | 0         | 740      | 2768      | 8587      | 24594   | 20511     | 6442      |                                                   |
| 1856  | 0         | 5146     | 6701      | 9167      | 10642   | 6000      | 6000      |                                                   |
| 1857  | 0         | 8675     | 4726      | 3359      | 5359    | 6000      | 6000      |                                                   |
| 1858  | 0         | 19561    | 10662     | 10028     | 13731   | 11147     | 6970      |                                                   |
| 1859  | 0         | 19441    | 15821     | 14772     | 11059   | 5871      | 3834      |                                                   |
| 1860  | 0         | 25260    | 17343     | 19239     | 8306    | 2838      | 0         |                                                   |
| 1861  | 0         | 28022    | 7738      | 18547     | 10130   | 2277      | 192       |                                                   |
| 1862  | 0         | 22055    | 10374     | 16890     | 10165   | 3072      | 992       |                                                   |
| 1863  | 0         | 22511    | 3939      | 21703     | 6544    | 1011      | 301       |                                                   |
| 1864  | 0         | 26042    | 248       | 14175     | 4400    | 566       | 403       |                                                   |
| 1865  | 0         | 38933    | 5749      | 26921     | 14230   | 560       | 122       |                                                   |
| 1866  | 0         | 24767    | 6611      | 21890     | 12304   | 333       | 326       |                                                   |
| 1867  | 0         | 11697    | 1785      | 8970      | 5851    | 390       | 83        | 32-рублёвая стопа                                 |
| 1867  | 0         | 1459     | 160       | 150       | 0       | 0         | 0         | 50-рублёвая стопа                                 |
| 1868  | 0         | 23019    | 6086      | 18200     | 6305    | 1190      | 700       |                                                   |
| 1869  | 0         | 20277    | 5526      | 22174     | 10230   | 592       | 615       |                                                   |
| 1870  | 0         | 21158    | 5018      | 23684     | 9785    | 510       | 435       |                                                   |
| 1871  | 0         | 6304     | 1585      | 7058      | 2880    | 222       | 155       |                                                   |
| 1872  | 0         | 11890    | 3018      | 12734     | 5713    | 365       | 540       |                                                   |
| 1873  | 0         | 13052    | 4704      | 7364      | 5213    | 963       | 822       |                                                   |
| 1874  | 0         | 12879    | 4419      | 8551      | 5013    | 300       | 340       |                                                   |
| 1875  | 0         | 19624    | 3595      | 10451     | 6438    | 321       | 300       |                                                   |
| 1876  | 0         | 5329     | 890       | 2905      | 1755    | 0         | 0         |                                                   |
| Всего | 54324     | 2053770  | 202438    | 1881128   | 725126  | 557400    | 137495    |                                                   |

## Память
Постановлением Совета министров РСФСР № 624 от 4 декабря 1974 года сохранившиеся здания и сооружения Екатеринбургского завода — «Монетки» взяты под охрану в качестве объекта культурного наследия России федерального значения.
В 2023 году к 300-летию Екатеринбурга на улицах города установили 90 памятных канализационных люков с изображениями аверса 5-копеечных монет серии 1763 года с вензелем Екатерины II и реверса серии 1872 года.
Памятные канализационные люки в Екатеринбурге

Сохранившиеся участки ограды Монетного двора
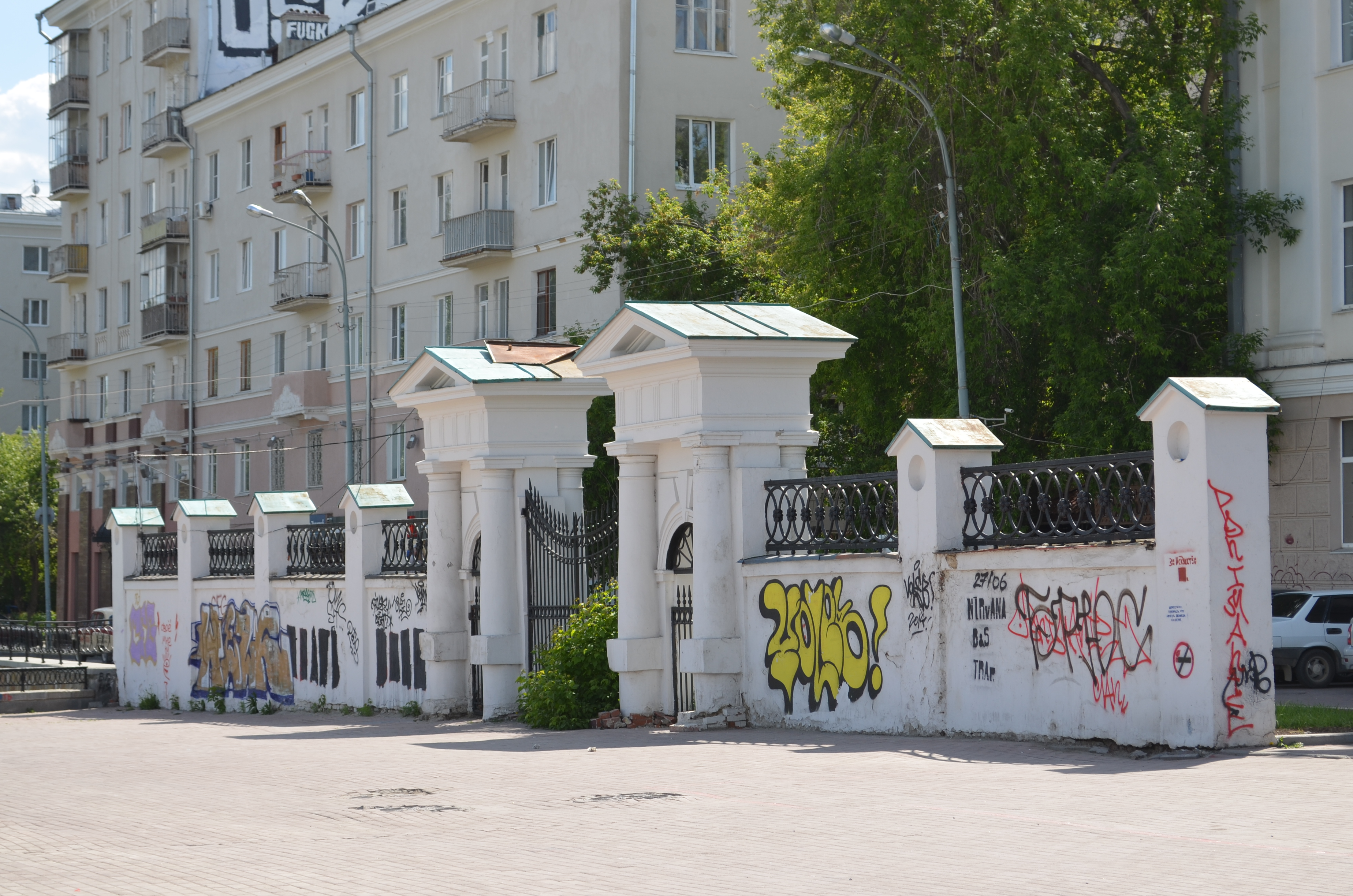
Западные ворота
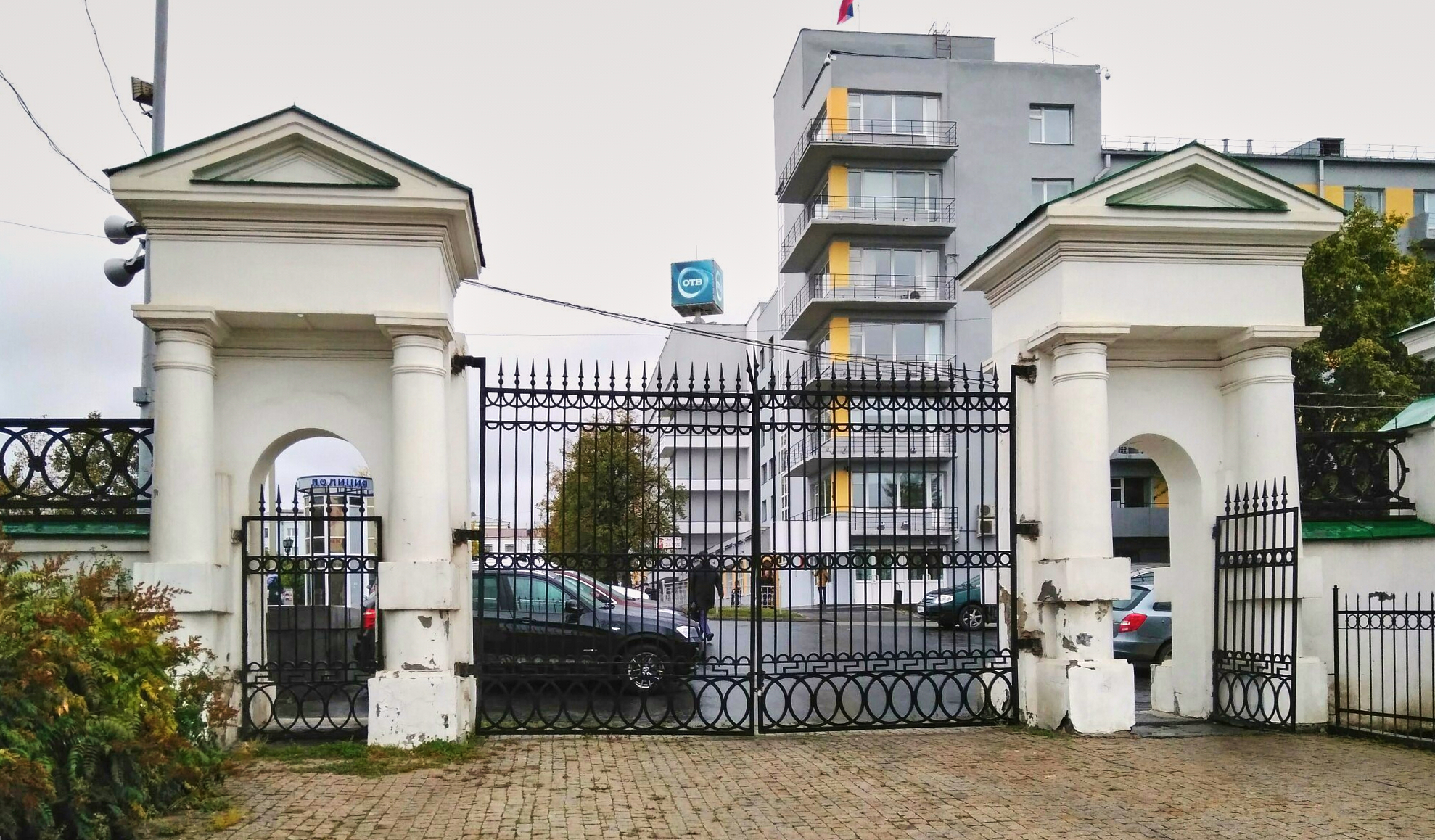
Северо-восточные ворота
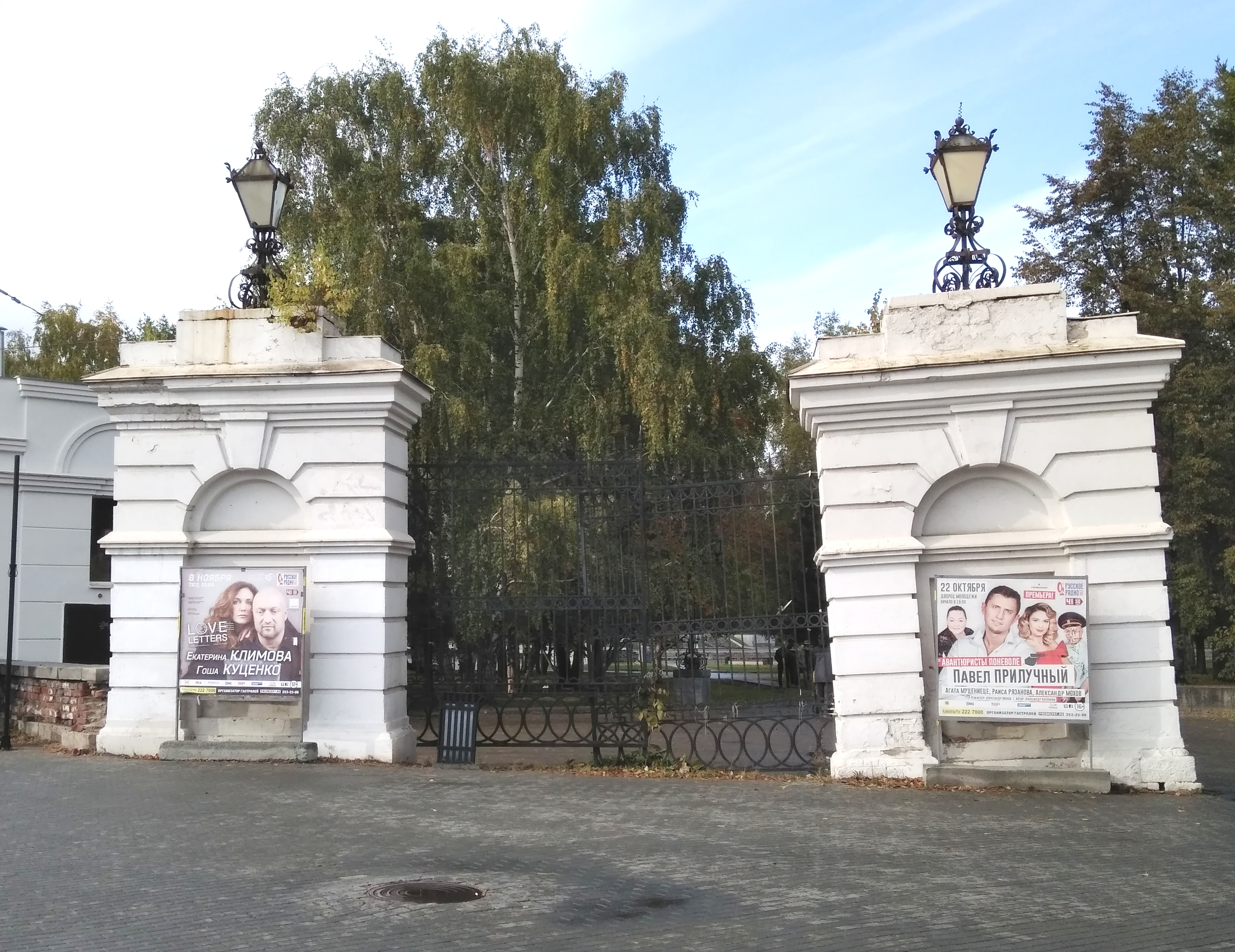
Юго-восточные ворота
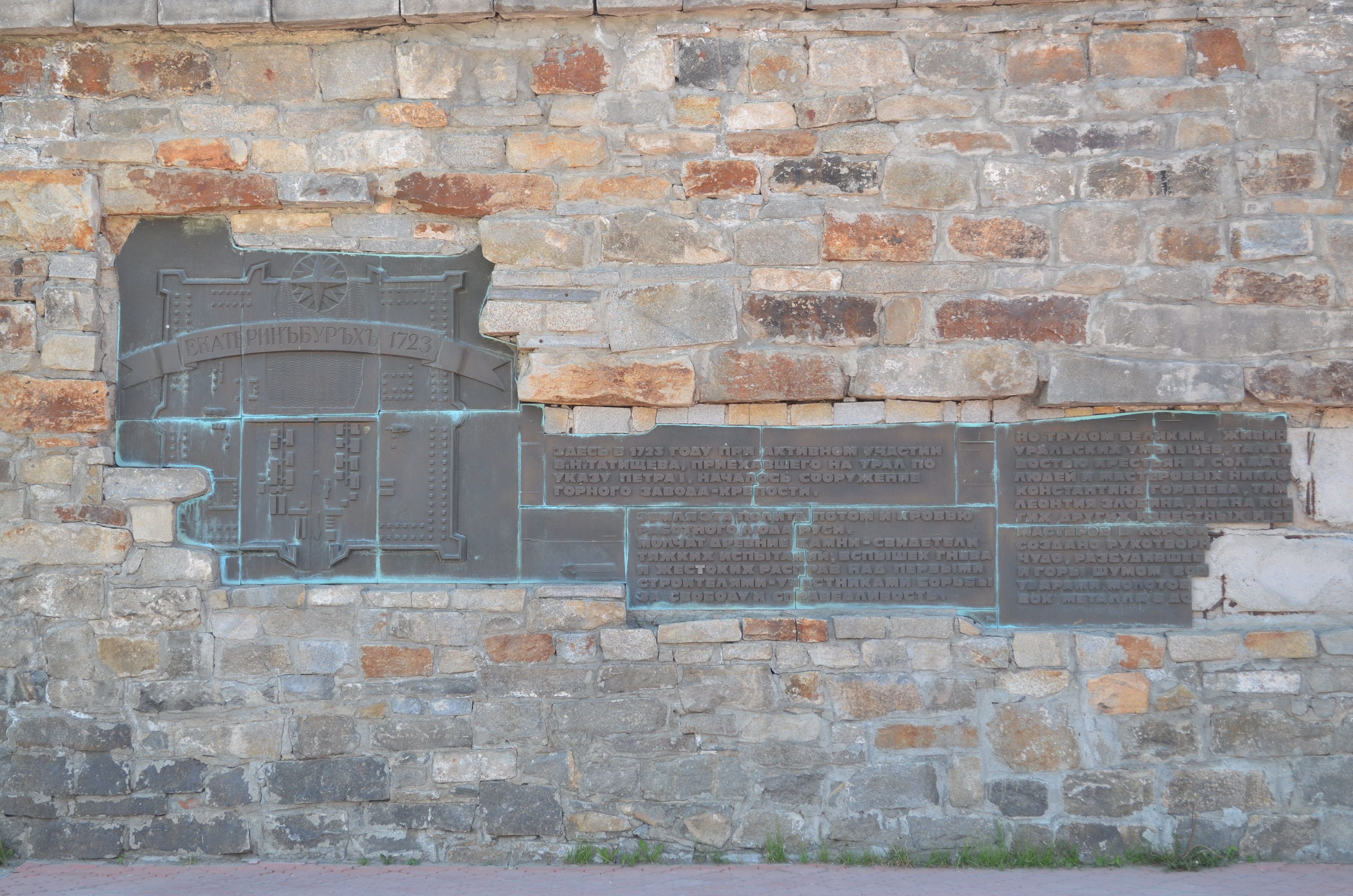
Западная стена

К Монетному двору была приписана лесная дача к северо-востоку от Екатеринбурга. После закрытия предприятия по историческому названию Монетной дачи сохранились названия посёлка Монетный и железнодорожной станции Монетная.